# Liste der Kulturdenkmale in Freiberg-Süd
In der Liste der Kulturdenkmale in Freiberg-Süd sind die Kulturdenkmale des Freiberger Stadtteils Freiberg-Süd verzeichnet, die bis Dezember 2022 vom Landesamt für Denkmalpflege Sachsen erfasst wurden (ohne archäologische Kulturdenkmale). Die Anmerkungen sind zu beachten.
Diese Aufzählung ist eine Teilmenge der Liste der Kulturdenkmale in Freiberg.

## Freiberg-Süd
| Bild                                    | Bezeichnung | Lage                                                                | Datierung | Beschreibung | ID       |
| --------------------------------------- | --- | ------------------------------------------------------------------- | --- | --- | -------- |
| Weitere Bilder                          | Fabrikgebäude (ehemals Metallwarenfabrik Alekto F. Arno Bauer) | Am Bahnhof 3 (Karte)                                                | 1919–1920 | Industriegebäude; repräsentativer Bau mit dominierendem Eckturm, Fassadengliederung durch Kolossalpilaster, stilisierter Schmuck, besonderer Akzent mittels weithin sichtbarem Aufbau einschließlich Galerie, Säulen, Urnen, barock anmutender Haube und Atlant, baugeschichtlich, künstlerisch (unverwechselbar und nicht alltäglich gestaltete Fabrik), industrie- und ortsgeschichtlich bedeutend | 09200079 |
| Weitere Bilder                          | Empfangsgebäude, Bahnsteigüberdachungen und Geländer sowie Nebengebäude des Freiberger Bahnhofs | Am Bahnhof 17 (Karte)                                               | 1862 | Im Stil der englischen Neogotik errichteter und für kleinstädtische Verhältnisse sehr repräsentativer Bahnhofsbau, wichtiger Knotenpunkt der Bahnstrecken Dresden–Werdau (6258, sä. DW), Nossen–Moldau (6614, sä. NM) sowie Freiberg–Halsbrücke (6615, sä. FH), bau-, stadtentwicklungs- und verkehrsgeschichtlich bedeutsam | 09200076 |
|                                         | Halde (Thurmhof untere 6. Maß, Thurmhof untere 7. Maß, Maßschachthalde) | Am Maßschacht 7 (bei) (Karte)                                       | 16./17. Jahrhundert | Große, ortsbildprägende Halde um die Tagesschächte der Gruben Thurmhof untere 6. Maß und Thurmhof untere 7. Maß, heute als Maßschachthalde bezeichnet, einziges obertägiges Zeugnis zweier Gruben, die vor allem im 16. Jahrhundert zusammen mit weiteren auf dem Erzgang Thurmhof Stehenden bauten, Teil eines bis heute überwiegend erhaltenen Haldenzuges, siehe auch Thurmhof Richtschacht (Turmhofschacht 1, 2), bergbaugeschichtlich von Bedeutung | 09200242 |
| Direkt Bild zu diesem Denkmal hochladen | Halde (Junger Löwe Schacht) | Am St. Niclasschacht 4 (bei) (Karte)                                | 17. Jahrhundert | Bildet mit mehreren Halden, wie Niclas, Roter Löwe usw. südlich der Bahnanlagen ein interessantes und noch anschauliches bergbauliches Areal, bergbau- und ortsgeschichtlich bedeutend | 08992414 |
|                                         | Halde (St.-Peter-Schacht) | Am St.-Peter-Schacht (Karte)                                        | Ab 16. Jahrhundert | Bergbau- und ortsgeschichtlich bedeutend | 09200157 |
|                                         | Straßenpflaster | Annaberger Straße (Karte)                                           | Um 1895 | Fußweggestaltung mit Mosaikpflaster von der Dörnerzaunstraße zur Turnerstraße, gestalterisch qualitätvoll und in dieser Form in Freiberg singulär, straßenbildprägend von Bedeutung | 09200043 |
|                                         | Villa | Annaberger Straße 2 (Karte)                                         | Um 1875 | Markanter spätklassizistischer Bau mit bemerkenswert klar gegliederter Fassade aus Lisenen, Etagenprofilen, Drempel und Zinnenfries, die Fenster zurückhaltend, baugeschichtlich, künstlerisch und stadtentwicklungsgeschichtlich von Wert | 09200035 |
|                                         | Korpshaus Frankonia | Annaberger Straße 4 (Karte)                                         | 3. Viertel 19. Jahrhundert | Villenartiger, rechteckiger Bau im Stil der Neogotik errichtet, heute vor allem die original erhaltene Innenausstattung baugeschichtlich und künstlerisch bedeutsam | 09200036 |
|                                         | Mietshaus in offener Bebauung | Annaberger Straße 10 (Karte)                                        | Um 1890 | Herrschaftlicher Gründerzeitbau mit historisierender Fassade (Rundbogenstil), als markantes Beispiel der Architektur bis 1900 baugeschichtlich von Wert, zudem stadtentwicklungsgeschichtlich bedeutend | 09200044 |
|                                         | Wohnhaus und südöstlich angefügtes Seitengebäude (ehemaliges Stadthaus) | Annaberger Straße 11 (Karte)                                        | Bezeichnet mit 1836 | Putzbau mit hohem Krüppelwalmdach, Eingang mit Segmentbogenabschluss, im Scheitelstein datiert, Seitengebäude mit Kummethalle, bau-, orts- und stadtentwicklungsgeschichtlich bedeutend | 09200042 |
|                                         | Wohnhaus in offener Bebauung, mit Garten und Einfriedung | Annaberger Straße 12 (Karte)                                        | 3. Viertel 19. Jahrhundert | Wohnhaus eines Bergbeamten, charakteristischer eingeschossiger Historismusbau, teilweise gestalteter Garten, bau-, orts- und stadtentwicklungsgeschichtlich von Wert | 09200037 |
|                                         | Wohnhaus mit Einfriedung | Annaberger Straße 15 (Karte)                                        | Um 1910 | Villenartiger Putzbau, bemerkenswertes Beispiel der Wohnhausarchitektur nach 1900 mit unverwechselbar gestaltetem Mittelteil (Mittelrisalit mit Giebel, Rundbogenfenstern und Erker), bau- und stadtentwicklungsgeschichtlich bedeutend | 09200040 |
|                                         | Villa | Annaberger Straße 19 (Karte)                                        | Bezeichnet mit 1909 | Fabrikantenvilla mit großer bemerkenswerter Hallendiele und Windfang, im Stil der Frühen Sachlichkeit und des Jugendstils errichtet, bau-, orts- und stadtentwicklungsgeschichtlich von Wert | 09200039 |
|                                         | Villa | Annaberger Straße 20 (Karte)                                        | Um 1880 | Putzbau mit übergiebeltem Mittelrisalit, kräftiges Gurt- und Traufgesims, reiche Putzgliederung, markantes historisierendes Wohngebäude, bau- und stadtentwicklungsgeschichtlich von Wert | 09200041 |
|                                         | Villa | Annaberger Straße 22 (Karte)                                        | Um 1880 | Putzbau mit flachem Mittelrisalit, Eckquaderung und kräftigem Traufgesims, markantes historisierendes Gebäude, bau- und stadtentwicklungsgeschichtlich von Wert | 09200038 |
|                                         | Mietshaus in nahezu geschlossener Bebauung | Bahnhofstraße 4 (Karte)                                             | Bezeichnet mit 1895 | Markanter Bau mit Historismus-Fassade, gegliedert durch drei Risalite, Akzentuierung mittels Erker, Ladeneinbau, eines der aufwändigsten Wohnhäuser des ausgehenden 19. Jahrhunderts in Freiberg, baugeschichtlich sowie künstlerisch bedeutend und singulär | 09200104 |
|                                         | Mietshaus in Ecklage und geschlossener Bebauung | Bahnhofstraße 10 (Karte)                                            | Um 1890 | Gründerzeitlicher Bau mit Ladenzone in straßenbildprägender Lage, bau- und stadtentwicklungsgeschichtlich bedeutend | 09200099 |
|                                         | Mietshaus in geschlossener Bebauung | Bahnhofstraße 12 (Karte)                                            | Um 1890 | Mit Ladenzone, Teil des gestalterisch anspruchsvollsten und am ursprünglichsten erhaltenen Bereichs der Bahnhofstraße, stadtentwicklungsgeschichtlich bedeutend | 09200098 |
|                                         | Mietshaus in geschlossener Bebauung | Bahnhofstraße 14 (Karte)                                            | Um 1890 | Mit Ladenzone, markanter historisierender Bau der Gründerzeit, Teil des gestalterisch anspruchsvollsten und am ursprünglichsten erhaltenen Bereichs der Bahnhofstraße, bau- und stadtentwicklungsgeschichtlich bedeutend | 09200097 |
|                                         | Doppelmietshaus in geschlossener Bebauung | Bahnhofstraße 16, 18 (Karte)                                        | Um 1890 | Mit Ladenzone, markanter historisierender Bau der Gründerzeit, Teil des gestalterisch anspruchsvollsten und am ursprünglichsten erhaltenen Bereichs der Bahnhofstraße, bau- und stadtentwicklungsgeschichtlich bedeutend | 09200096 |
|                                         | Mietshaus in geschlossener Bebauung | Bahnhofstraße 20 (Karte)                                            | Um 1890 | Mit Ladenzone, Teil des gestalterisch anspruchsvollsten und am ursprünglichsten erhaltenen Bereichs der Bahnhofstraße, bau- und stadtentwicklungsgeschichtlich bedeutend | 09200095 |
|                                         | Mietshaus in geschlossener Bebauung | Bahnhofstraße 24 (Karte)                                            | Um 1890 | Mit Ladenzone, Teil des gestalterisch anspruchsvollsten und am ursprünglichsten erhaltenen Bereichs der Bahnhofstraße, bau- und stadtentwicklungsgeschichtlich bedeutend | 09200103 |
|                                         | Mietshaus in geschlossener Bebauung | Bahnhofstraße 26 (Karte)                                            | Um 1890 | Mit Ladenzone, Teil des gestalterisch anspruchsvollsten und am ursprünglichsten erhaltenen Bereichs der Bahnhofstraße, bau- und stadtentwicklungsgeschichtlich bedeutend | 09200102 |
|                                         | Mietshaus in geschlossener Bebauung | Bahnhofstraße 28 (Karte)                                            | Um 1890 | Markanter historisierender Bau der Gründerzeit, Teil des gestalterisch anspruchsvollsten und am ursprünglichsten erhaltenen Bereichs der Bahnhofstraße, bau- und stadtentwicklungsgeschichtlich bedeutend | 09200101 |
|                                         | Wohnhochhaus in Ecklage | Bahnhofstraße 28a (Karte)                                           | 1929 | Einer der wenigen Bauten der klassischen Moderne in Freiberg, zu dem das älteste Hochhaus der Stadt, bau- und stadtentwicklungsgeschichtlich bedeutend, als Werk des Stadtbaurates Salzmann auch ortsgeschichtlich von Wert | 09200100 |
|                                         | Mietshaus in geschlossener Bebauung | Bahnhofstraße 32 (Karte)                                            | Um 1890 | Mit Laden, markanter historisierender Bau der Gründerzeit, Teil des gestalterisch anspruchsvollsten und am ursprünglichsten erhaltenen Bereichs der Bahnhofstraße, bau- und stadtentwicklungsgeschichtlich bedeutend | 09200093 |
|                                         | Wohnhaus in geschlossener Bebauung | Bergstiftsgasse 6 (Karte)                                           | Bezeichnet mit 1791 | Weitgehend original erhaltenes vorstädtisches Kleinbürgerhaus mit einfacher Lochfassade, Satteldach und markantem Segmentbogenportal, bau- und stadtentwicklungsgeschichtlich bedeutend | 09200126 |
|                                         | Wohnhaus in geschlossener Bebauung | Bergstiftsgasse 26 (Karte)                                          | Um 1800 | Weitestgehend original erhaltenes vorstädtisches Kleinbürgerhaus mit einfacher Lochfassade und Segmentbogenportal, Satteldach mit Dachhecht, bau- und stadtentwicklungsgeschichtlich bedeutend | 09200127 |
|                                         | Wohnhaus in geschlossener Bebauung | Bergstiftsgasse 28 (Karte)                                          | Im Scheitelstein des Eingangs bezeichnet mit 1794                                                                                                  | Putzbau mit Segmentbogenportal, späterer Dachausbau, stadtentwicklungsgeschichtlich bedeutend | 09200128 |
|                                         | Wohnhaus in halboffener Bebauung und in Ecklage | Bergstiftsgasse 40 (Karte)                                          | Um 1800 | Weitestgehend original erhaltenes vorstädtisches Kleinbürgerhaus, wohl Bergmannshaus, mit Lochfassade und hohem Satteldach, bau- und stadtentwicklungsgeschichtlich bedeutend | 09200129 |
| Direkt Bild zu diesem Denkmal hochladen | Haldenzug auf dem Erzgang Hohe Birke Stehender mit mehreren Halden (vier davon auf Freiberger Flur), Einzeldenkmale der Sachgesamtheit Hohe Birke Stehender                                                                     | Berthelsdorfer Straße (Karte)                                       | 16. bis 19. Jahrhundert | Einzeldenkmal der Sachgesamtheit Hohe Birke Stehender; siehe auch Ortsteil Zug, Hauptstraße, bergbaugeschichtlich von Bedeutung | 08992417 |
| Weitere Bilder                          | Zwei Eisenbahnbrücken | Berthelsdorfer Straße (Karte)                                       | 1896–1899 | Architektonisch und bautechnisch bemerkenswerte Unterführung aus zwei Eisenbahnbrücken, torartig gestalteten Eingangsbereichen (vor allem auf der südlichen Seite) und Gleiszubringer, bzw. Ladestraße, bau- und verkehrsgeschichtlich bedeutend, zudem von Belang für das Ortsbild | 09200781 |
|                                         | Wohnhaus in geschlossener Bebauung | Berthelsdorfer Straße 7 (Karte)                                     | 1. Hälfte 19. Jahrhundert | Zweigeschossiges charakteristisches Kleinbürgerhaus der Vorstadt mit Lochfassade, Portal und Satteldach, drei Dachhäuschen, bau- und stadtentwicklungsgeschichtlich bedeutend | 09200146 |
|                                         | Wohnhaus in geschlossener Bebauung | Berthelsdorfer Straße 9 (Karte)                                     | 1. Hälfte 19. Jahrhundert | Zweigeschossiges charakteristisches Kleinbürgerhaus der Vorstadt mit Lochfassade, Portal und Satteldach, bau- und stadtentwicklungsgeschichtlich bedeutend | 08992418 |
|                                         | Mietshaus in geschlossener Bebauung | Berthelsdorfer Straße 10 (Karte)                                    | Um 1900 | Historisierender Putzbau mit flachem, übergiebeltem Seitenrisalit, stadtentwicklungsgeschichtlich bedeutend | 09200141 |
|                                         | Mietshaus in geschlossener Bebauung | Berthelsdorfer Straße 13 (Karte)                                    | Um 1905 | Markanter Jugendstilbau der Vorstadt, bau- und stadtentwicklungsgeschichtlich bedeutend | 09200145 |
|                                         | Wohnhaus mit rückwärtigem Werkstattgebäude (ehemalige Schmiede) | Berthelsdorfer Straße 15 (Karte)                                    | Bezeichnet mit 1805 | Wohnhaus schlichter Putzbau mit Satteldach, Werkstattgebäude teils massiv, teils verbretterte Holzkonstruktion, stadtentwicklungs- und ortsgeschichtlich bedeutend | 09200144 |
|                                         | Gasthaus Sächsischer Hof | Berthelsdorfer Straße 23 (Karte)                                    | 1. Hälfte 19. Jahrhundert | Schlichter Putzbau mit gerader Türbedachung, historischer Freiberger Gasthof, ortsgeschichtlich bedeutend | 09200139 |
|                                         | Wohnhaus in halboffener Bebauung | Berthelsdorfer Straße 53 (Karte)                                    | Um 1880 | Historisierender Putzbau mit kräftigem Gurtgesims, Fensterbedachungen und fünf Dachhäuschen, bau- und stadtentwicklungsgeschichtlich bedeutend | 09200136 |
|                                         | Wohnhaus in halboffener Bebauung | Berthelsdorfer Straße 57 (Karte)                                    | Um 1880 | Markanter historisierender Bau mit bemerkenswerter Fassadengestaltung sowohl an Schau- und Giebelseite, Akzentuierung durch Fensterbedachungen, stark hervorragendes Gurtgesims, Fruchtgehänge usw., baugeschichtlich, künstlerisch und stadtentwicklungsgeschichtlich bedeutend | 09200147 |
|                                         | Villa mit Einfriedung und Villengarten sowie Gartenvase | Berthelsdorfer Straße 75 (Karte)                                    | Um 1930 | Ehemalige Fabrikantenvilla der benachbarten Fabrik, gestalterisch qualitätvolles Wohngebäude der 1920er bzw. 1930er Jahre, baugeschichtlich, künstlerisch und ortsgeschichtlich bedeutend (siehe auch Berthelsdorfer Straße 77) | 09200783 |
|                                         | Fabrikanlage mit westlichem Verwaltungsgebäude, Fabrikhalle mit Sheddach, östlichem Fabrikgebäude mit Schornstein und nordöstlichem Fabrikgebäude (Thiele und Steiner-Leonische Feindrähte)                                     | Berthelsdorfer Straße 77 (Karte)                                    | 1886 und später | Das repräsentative Verwaltungsgebäude in den Formen der Deutschen Neorenaissance errichtet, Anlage baugeschichtlich sowie industrie- und ortsgeschichtlich bedeutend | 09200784 |
| Direkt Bild zu diesem Denkmal hochladen | Mietshaus in geschlossener Bebauung | Bertholdsweg 32 (Karte)                                             | Um 1910 | Markanter Wohnbau aus dem Anfang des 20. Jahrhunderts mit versachlichter, aber dennoch anspruchsvoll gestalteter Fassade, Beispiel der sogenannten Reformarchitektur nach 1900, baugeschichtlich bedeutend und als Teil eines charakteristischen Straßenzuges der Vorstadt zudem stadtentwicklungsgeschichtlich von Belang | 09200218 |
| Direkt Bild zu diesem Denkmal hochladen | Mietshaus in geschlossener Bebauung | Bertholdsweg 34 (Karte)                                             | Um 1910 | Markanter Wohnbau aus dem Anfang des 20. Jahrhunderts mit versachlichter, aber dennoch anspruchsvoll gestalteter Fassade, Beispiel der sogenannten Reformarchitektur nach 1900, baugeschichtlich bedeutend und als Teil eines charakteristischen Straßenzuges der Vorstadt zudem stadtentwicklungsgeschichtlich von Belang | 09200219 |
|                                         | Mietshaus in geschlossener Bebauung | Bertholdsweg 36 (Karte)                                             | Um 1910 | Markanter Wohnbau aus dem Anfang des 20. Jahrhunderts mit versachlichter, aber dennoch anspruchsvoll gestalteter Fassade, Beispiel der Reformarchitektur nach 1900, baugeschichtlich bedeutend und als Teil eines charakteristischen Straßenzuges der Vorstadt zudem stadtentwicklungsgeschichtlich von Belang | 09200220 |
| Direkt Bild zu diesem Denkmal hochladen | Mietshaus in geschlossener Bebauung und in Ecklage | Bertholdsweg 38 (Karte)                                             | Um 1910 | Markanter Wohnbau aus dem Anfang des 20. Jahrhunderts mit versachlichter, aber dennoch anspruchsvoll gestalteter Fassade, Beispiel der sogenannten Reformarchitektur nach 1900, baugeschichtlich bedeutend und Teil eines charakteristischen Straßenzuges der Vorstadt, zudem stadtentwicklungsgeschichtlich von Belang | 09200221 |
|                                         | Zehn Wohnhäuser einer Wohnanlage (Porzellanarbeitersiedlung) | Bertholdsweg 57, 59, 61, 63, 65, 67, 69, 71, 73, 75 (Karte)         | Bezeichnet mit 1927 (Nr. 57), bezeichnet mit 1926                                                                                                  | Häuserzeile aus zwei- bis dreigeschossigen Bauten mit Walmdächern, verbunden durch niedrige Zwischenbauten, alternierend zwei- und eingeschossig, bau-, orts-, industrie- und sozialgeschichtlich bedeutend (siehe auch Bertholdsweg 58–80 und Frauensteiner Straße 54–58) | 09200765 |
| Direkt Bild zu diesem Denkmal hochladen | Zwölf Wohnhäuser eine Wohnanlage (Porzellanarbeitersiedlung) | Bertholdsweg 58, 60, 62, 64, 66, 68, 70, 72, 74, 76, 78, 80 (Karte) | Bezeichnet 1925 (Nr. 58), bezeichnet mit 1926 | Häuserzeile aus zwei- bis dreigeschossigen Bauten mit Walmdächern, verbunden durch niedrige Zwischenbauten, alternierend zwei- und eingeschossig, bau-, orts-, industrie- und sozialgeschichtlich bedeutend (siehe auch Bertholdsweg 57–75 und Frauensteiner Straße 54–58) | 09200217 |
|                                         | Mietshaus in Ecklage und halboffener Bebauung | Beuststraße 3 (Karte)                                               | Um 1900 | Aufwendige Klinkerfassade, markante Dachaufbauten, bau- und stadtentwicklungsgeschichtlich bedeutend | 09200060 |
|                                         | Mietshaus in geschlossener Bebauung | Beuststraße 12 (Karte)                                              | Um 1910 | Markanter neoklassizistischer Bau aus dem Anfang des 20. Jahrhunderts mit Lisenengliederung der Obergeschosse und hervorgehobenem Portal, bau- und stadtentwicklungsgeschichtlich bedeutend | 09200059 |
|                                         | Mietshaus in Ecklage und halboffener Bebauung | Beuststraße 13 (Karte)                                              | Um 1900 | Repräsentatives Historismusgebäude mit reicher Fassadengestaltung und Akzentsetzung durch Erker und Giebel, bau- und stadtentwicklungsgeschichtlich bedeutend, aufgrund seiner unverwechselbaren Erscheinung mit gestalterischen Anspruch und somit auch künstlerisch von Belang | 09200785 |
|                                         | Mietshaus in geschlossener Bebauung | Beuststraße 14 (Karte)                                              | Um 1910 | Markanter neoklassizistischer Bau aus dem Anfang des 20. Jahrhunderts mit Lisenengliederung der Obergeschosse und hervorgehobenem Portal, bau- und stadtentwicklungsgeschichtlich bedeutend | 09200058 |
|                                         | Mietshaus im geschlossener Bebauung | Beuststraße 15 (Karte)                                              | Bezeichnet mit 1892 | Markantes Historismusgebäude mit gestalterisch aufgewerteter Klinker-Putz-Fassade, bau- und stadtentwicklungsgeschichtlich bedeutend, mit den Nummern 17 und 19 unverwechselbares Ensemble von städtebaulichem Wert (Abfolge der Gestaltungselemente, insbesondere der Giebel und Symmetrie) | 09200786 |
|                                         | Mietshaus in geschlossener Bebauung | Beuststraße 17 (Karte)                                              | Bezeichnet mit 1893 | Markantes Historismusgebäude mit gestalterisch aufgewerteter Klinker-Putz-Fassade, im Flur originale Ausstattung, bau- und stadtentwicklungsgeschichtlich bedeutend, mit den Nummern 17 und 19 unverwechselbares Ensemble von städtebaulichem Wert (Abfolge der Gestaltungselemente, insbesondere der Giebel und Symmetrie) | 09200787 |
|                                         | Mietshaus in geschlossener Bebauung | Beuststraße 18 (Karte)                                              | Um 1900 | Markantes historisierendes Gründerzeitgebäude mit Klinker-Werksteinfassade, dabei der Mittelrisalit gestalterisch hervorgehoben, bau- und stadtentwicklungsgeschichtlich bedeutend | 09200057 |
|                                         | Mietshaus in geschlossener Bebauung | Beuststraße 19 (Karte)                                              | Bezeichnet mit 1894 | Markantes Historismusgebäude mit gestalterisch aufgewerteter Klinker-Putz-Fassade, bau- und stadtentwicklungsgeschichtlich bedeutend, zudem mit den Nummern 17 und 19 unverwechselbares Ensemble von städtebaulichem Wert (Abfolge der Gestaltungselemente, insbesondere der Giebel und Symmetrie) | 09200788 |
|                                         | Mietshaus in Ecklage in geschlossener Bebauung | Beuststraße 20 (Karte)                                              | Um 1900 | Markantes historisierendes Gründerzeitgebäude mit Klinker-Werksteinfassade, dabei der Mittelrisalit gestalterisch hervorgehoben, bau- und stadtentwicklungsgeschichtlich bedeutend | 09200056 |
|                                         | Mietshaus in geschlossener Bebauung | Beuststraße 21 (Karte)                                              | Bezeichnet mit 1895 | Markantes Historismusgebäude mit Klinker-Putz-Fassade, bau- und stadtentwicklungsgeschichtlich bedeutend | 09200789 |
|                                         | Vorreformatorische Andachtsstätte mit drei Kreuzen | Brander Straße (Karte)                                              | 1574 | Ortsgeschichtlich bedeutend, seit 2019 zugehörig zur Pufferzone des UNESCO-Welterbes Montanregion Erzgebirge/Krušnohoří | 09200793 |
|                                         | Fabrikgebäude der ehemaligen Spritfabrik Gustav Stolzner | Brander Straße 12 (Karte)                                           | Um 1910 | Zeittypischer kleiner Industriebau mit ortsbildprägendem Turm, bau- und ortsgeschichtlich von Bedeutung | 09200791 |
|                                         | Seilerei und Scheune sowie angrenzende Halde | Brander Straße 100 (Karte)                                          | Bezeichnet mit 1796 | Hier wurden die Hanfseile für den Freiberger Bergbau hergestellt, Obergeschoss Fachwerk verbrettert, Segmentbogenportal und Steildach, die Scheune wohl später, bau-, bergbau- und ortsgeschichtlich bedeutend | 09200792 |
|                                         | Wohnhaus in halboffener Bebauung | Buchstraße 3 (Karte)                                                | 1946 | Sogenanntes Wiederaufbauhaus, eines der wenigen noch erhaltenen Beispiele aus der ersten Phase nach 1945 (noch in der SBZ), bau- und stadtentwicklungsgeschichtlich bedeutend, als Bau des bekannten Architekten Göpfert personengeschichtlich von Belang | 09200125 |
|                                         | Mietshaus in halboffener Bebauung | Buchstraße 10 (Karte)                                               | Um 1900 | Markanter Historismusbau mit Klinkerfassade, Akzent durch übergiebelten mittigen Erker, bau- und stadtentwicklungsgeschichtlich bedeutend | 09200123 |
|                                         | Mietshaus in Ecklage und geschlossener Bebauung | Buchstraße 14 (Karte)                                               | Um 1890 | Stadtentwicklungsgeschichtlich bedeutend | 09200124 |
| Direkt Bild zu diesem Denkmal hochladen | Huthaus und Halde (Thurmhof untere 2. Maß) | Dammstraße 7 (Hinter der Stockmühle 8) (Karte)                      | Um 1800 | Obertägige Zeugnisse der Grube Thurmhof untere 2. Maß, eine von etlichen vor allem im 16. Jahrhundert auf dem Erzgang Thurmhof Stehenden bauenden Gruben, siehe auch Thurmhof Richtschacht (Turmhofschacht 1, 2), bergbau- und ortsgeschichtlich von Bedeutung, Halde als Teil eines Haldenzuges zudem ortsbildprägend | 09200197 |
|                                         | Mietshaus in geschlossener Bebauung | Dammstraße 15 (Karte)                                               | Um 1900 | Spätgründerzeitliche Klinkerfassade, stadtentwicklungsgeschichtlich bedeutend | 09200195 |
|                                         | Mietshaus in geschlossener Bebauung | Dammstraße 17 (Karte)                                               | Um 1900 | Spätgründerzeitliche Klinkerfassade, stadtentwicklungsgeschichtlich bedeutend | 09200194 |
|                                         | Mietshaus in Ecklage und geschlossener Bebauung | Dammstraße 19 (Karte)                                               | Um 1900 | Spätgründerzeitliche Klinkerfassade, stadtentwicklungsgeschichtlich bedeutend | 09200193 |
|                                         | Mietshaus in geschlossener Bebauung | Dammstraße 26 (Karte)                                               | Um 1900 | Spätgründerzeitlicher Putzbau, stadtentwicklungsgeschichtlich bedeutend | 09200192 |
|                                         | Mietshaus in halboffener Bebauung | Dammstraße 28 (Karte)                                               | Um 1900 | Auffälliger Klinkerwerksteinbau mit kräftig ausgeformten Gliederungs- und Schmuckelementen, die Eingangsachse und das erste Obergeschoss (die Beletage) hervorgehoben, Akzente durch unterschiedlich farbige Klinker, gründerzeitlicher Bau im Stil des Historismus, bau- und stadtentwicklungsgeschichtlich bedeutend | 09200191 |
|                                         | Mietshaus in geschlossener Bebauung | Dammstraße 31 (Karte)                                               | Bezeichnet mit 1907 | Markanter Bau mit Jugendstilfassade, bau- und stadtentwicklungsgeschichtlich bedeutend | 09200190 |
|                                         | Wohnhauszeile in offener Bebauung | Dammstraße 38, 40, 42, 44 (Karte)                                   | Nach 1950 | Typische DDR-Architektur der 1950er Jahre, bau- und stadtentwicklungsgeschichtlich bedeutend | 09200185 |
|                                         | Fabrikgebäude (Kondensatorenwerk) | Dammstraße 46 (Karte)                                               | Vor 1930 | Markanter Eckbau mit expressionistischer Fassadengestaltung, baugeschichtlich und technikgeschichtlich von Bedeutung | 09200172 |
| Weitere Bilder                          | Anstaltsgebäude mit Treppenanlage und Einfriedung (ehemalige Bade- und Lichtheilanstalt) | Dörnerzaunstraße 1 (Karte)                                          | 1927–1928 | Mehrgeschossiger Bau mit Klinker-Putzfassade und rückseitiger Terrasse, großes Portal aus Klinkern mit zwei Figuren, repräsentatives öffentliches Gebäude mit gestalterisch qualitätvoller expressionistischer Fassade, baugeschichtlich und künstlerisch bedeutend | 09200066 |
|                                         | Schulgebäude (Knabenbürgerschule, Clara-Zetkin-Oberschule, Rochlitzer Schule) | Dörnerzaunstraße 2 (Karte)                                          | Bezeichnet mit 1901–1902 (in den Giebeln) | Repräsentativer viergeschossiger Bau mit großen Renaissancegiebeln, Klinker- bzw. Putzgliederung, bau- und ortsgeschichtlich bedeutend | 09200065 |
| Direkt Bild zu diesem Denkmal hochladen | Wohnhaus in offener Bebauung | Eherne Schlange 12 (Karte)                                          | Um 1900 | Spätgründerzeitlicher Bau mit markanter historisierender Fassadengestaltung, Akzentuierung durch mittigen Treppengiebel an der Längsseite, darüber hinaus Belebung durch unterschiedlichste Gestaltungselemente und verschiedenfarbige Ziersteine, zeittypisches, aber zugleich unverwechselbares Erscheinungsbild, Gebäude baugeschichtlich und künstlerisch bedeutend | 09200216 |
|                                         | Doppelwohnhaus in halboffener Bebauung | Eherne Schlange 21, 23 (Karte)                                      | Bezeichnet mit 1937 | Zeittypischer Wohnbau, schlichte Putzfassade, Akzentuierung der Eingangsbereiche durch flache Risalite, stadtentwicklungsgeschichtlich bedeutend | 09200215 |
| Direkt Bild zu diesem Denkmal hochladen | Fünf Wohnhäuser der Wohnanlage Am Sonnenrad | Franz-Mehring-Platz 3, 6, 11, 27, 28 (Karte)                        | 1936–1937 | Verbliebener Rest einer einst bemerkenswerten städtebaulichen Siedlungsanlage (siehe auch Käthe-Kollwitz-Straße 77). Ehemals denkmalgeschützte Wohnhäuser Franz-Mehring-Platz 8, 12, 16 und 21 zwischen 2002 und 2009 abgerissen. | 09200845 |
|                                         | Teil eines Doppelmietshauses in offener Bebauung | Frauensteiner Straße 24 (Karte)                                     | Ende 19. Jahrhundert | Markanter historisierender Bau mit aufwändiger Fassadengestaltung, bau- und stadtentwicklungsgeschichtlich bedeutend | 09200169 |
|                                         | Mietshaus in Ecklage und halboffener Bebauung | Frauensteiner Straße 26 (Karte)                                     | Bezeichnet mit 1895 (Wetterfahne) | Durch Turm hervorgehobener Bau mit historisierender Fassade, diese klar und ausgewogen gegliedert, bildet mit Eckbau Frauensteiner Straße 28 ein städtebaulich unverwechselbares Ensemble, durch Turmbauten beider Häuser entsteht „torartige“ Situation, Gebäude bau- und stadtentwicklungsgeschichtlich bedeutend | 09200167 |
|                                         | Mietshaus in Ecklage und geschlossener Bebauung | Frauensteiner Straße 28 (Karte)                                     | Um 1895 | Durch Turm hervorgehobener Bau mit historisierender Fassade, diese klar und ausgewogen gegliedert, bildet mit Eckbau Frauensteiner Straße 26 ein städtebaulich unverwechselbares Ensemble, durch Turmbauten beider Häuser entsteht „torartige“ Situation, Gebäude bau- und stadtentwicklungsgeschichtlich bedeutend | 09200168 |
|                                         | Zwei Eisenbahnbrücken, Ladestraße mit Stützmauern und zwei weitere Stützmauern südlich der beiden Brücken bis zur Brander Straße                                                                                                | Friedrich-Olbricht-Straße (Karte)                                   | 1900 | Architektonisch und bautechnisch bemerkenswerte Anlage bzw. Unterführung, torartig gestaltete Eingangsbereiche vor allem auf der südlichen Seite, bau- und verkehrsgeschichtlich bedeutend, zudem von Belang für das Ortsbild | 09200782 |
|                                         | Wohnhaus in halboffener Bebauung | Friedrich-Olbricht-Straße 2 (Karte)                                 | Bezeichnet mit 1912 | Schlichtes, aber charakteristisches Beispiel der Wohnhausarchitektur nach 1900, der Eingang gestalterisch hervorgehoben, bildet mit Nr. 4 markantes Ensemble, bau- und stadtentwicklungsgeschichtlich bedeutend | 09201010 |
|                                         | Wohnhaus in geschlossener Bebauung | Friedrich-Olbricht-Straße 4 (Karte)                                 | 1912 | Etwas aufwändigeres Beispiel der Wohnhausarchitektur nach 1900 mit versachlichten Fassadenelementen und reichem Portal, bildet mit Nr. 2 markantes Ensemble, bau- und stadtentwicklungsgeschichtlich bedeutend | 09201011 |
|                                         | Hochbehälteranlage mit Erdaufschüttung und zwei Schieberhäusern (Wasserwerk Freiberg) | Hegelstraße 45 (Karte)                                              | 1904; 1912 | Gestalterisch bemerkenswert das vordere Gebäude mit Jugendstildekor, industriegeschichtlich, künstlerisch und ortsgeschichtlich bedeutend | 09200893 |
| Direkt Bild zu diesem Denkmal hochladen | Halde (Thurmhof untere 3. und 4. Maß) | Hinter der Stockmühle (Karte)                                       | 16. Jahrhundert | Einziges obertägiges Zeugnis der Grube Thurmhof untere 3. und 4. Maß, der reichsten von etlichen vor allem im 16. Jahrhundert auf dem Erzgang Thurmhof Stehenden bauenden Gruben, siehe auch Thurmhof Richtschacht (Turmhofschacht 1, 2), bergbaugeschichtlich von Bedeutung, als Teil eines Haldenzuges zudem ortsbildprägend | 09200196 |
| Direkt Bild zu diesem Denkmal hochladen | Huthaus und Halde (Thurmhof untere 2. Maß) | Hinter der Stockmühle 8 (Dammstraße 7) (Karte)                      | Um 1800 | Obertägige Zeugnisse der Grube Thurmhof untere 2. Maß, eine von etlichen vor allem im 16. Jahrhundert auf dem Erzgang Thurmhof Stehenden bauenden Gruben, siehe auch Thurmhof Richtschacht (Turmhofschacht 1, 2), bergbau- und ortsgeschichtlich von Bedeutung, Halde als Teil eines Haldenzuges zudem ortsbildprägend | 09200197 |
|                                         | Wohnhaus in geschlossener Bebauung | Hirtengasse 4 (Karte)                                               | Um 1880 | Schlichtes, aber charakteristisches Vorstadthaus aus der zweiten Hälfte des 19. Jahrhunderts, Teil einer Zeile mit gleichartigen Häusern, die sich alle weitgehend im ursprünglichen Zustand erhalten haben und somit einen anschaulichen Eindruck von der damaligen Architektur vermitteln, neben Roter Weg 10–16 einziges derart gut erhaltenes Ensemble, bau-, sozial- und stadtentwicklungsgeschichtlich bedeutend | 09200064 |
|                                         | Wohnhaus in geschlossener Bebauung | Hirtengasse 6 (Karte)                                               | Um 1880 | Schlichtes aber charakteristisches Vorstadthaus aus der zweiten Hälfte des 19. Jahrhunderts, Teil einer Zeile mit gleichartigen Häusern, die sich alle weitgehend im ursprünglichen Zustand erhalten haben und somit einen anschaulichen Eindruck von der damaligen Architektur vermitteln, neben Roter Weg 10–16 einziges derart gut erhaltenes Ensemble, bau-, sozial- und stadtentwicklungsgeschichtlich bedeutend | 09201061 |
| Direkt Bild zu diesem Denkmal hochladen | Wohnhaus in geschlossener Bebauung | Hirtengasse 8 (Karte)                                               | Um 1880 | Schlichtes, aber charakteristisches Vorstadthaus aus der zweiten Hälfte des 19. Jahrhunderts, Teil einer Zeile mit gleichartigen Häusern, die sich alle weitgehend im ursprünglichen Zustand erhalten haben und somit einen anschaulichen Eindruck von der damaligen Architektur vermitteln, neben Roter Weg 10–16 einziges derart gut erhaltenes Ensemble, bau-, sozial- und stadtentwicklungsgeschichtlich bedeutend | 09201062 |
|                                         | Wohnhaus in geschlossener Bebauung | Hirtengasse 10 (Karte)                                              | Um 1880 | Schlichtes, aber charakteristisches Vorstadthaus aus der zweiten Hälfte des 19. Jahrhunderts, Teil einer Zeile mit gleichartigen Häusern, die sich alle weitgehend im ursprünglichen Zustand erhalten haben und somit einen anschaulichen Eindruck von der damaligen Architektur vermitteln, neben Roter Weg 10–16 einziges derart gut erhaltenes Ensemble, bau-, sozial- und stadtentwicklungsgeschichtlich bedeutend | 09201063 |
| Direkt Bild zu diesem Denkmal hochladen | Wohnhaus in geschlossener Bebauung | Hirtengasse 12 (Karte)                                              | Um 1880 | Schlichtes, aber charakteristisches Vorstadthaus aus der zweiten Hälfte des 19. Jahrhunderts, Teil einer Zeile mit gleichartigen Häusern, die sich alle weitgehend im ursprünglichen Zustand erhalten haben und somit einen anschaulichen Eindruck von der damaligen Architektur vermitteln, neben Roter Weg 10–16 einziges derart gut erhaltenes Ensemble, bau-, sozial- und stadtentwicklungsgeschichtlich bedeutend | 09201064 |
|                                         | Wohnhaus in geschlossener Bebauung | Hirtengasse 16 (Karte)                                              | Um 1880 | Schlichtes, aber charakteristisches Vorstadthaus aus der zweiten Hälfte des 19. Jahrhunderts, Teil einer Zeile mit gleichartigen Häusern, die sich alle weitgehend im ursprünglichen Zustand erhalten haben und somit einen anschaulichen Eindruck von der damaligen Architektur vermitteln, neben Roter Weg 10–16 einziges derart gut erhaltenes Ensemble, bau-, sozial- und stadtentwicklungsgeschichtlich bedeutend | 09201065 |
|                                         | Mietshaus in Ecklage in geschlossener Bebauung | Humboldtstraße 1 (Karte)                                            | Um 1900 | Repräsentativer, gründerzeitlicher Putzbau, Turm mit Belvedere über der Ecke, bau- und stadtentwicklungsgeschichtlich bedeutend | 09200085 |
|                                         | Mietshaus in geschlossener Bebauung | Humboldtstraße 3 (Karte)                                            | Um 1885 | Gründerzeitlicher Putzbau, bau- und stadtentwicklungsgeschichtlich bedeutend | 09200084 |
|                                         | Verwaltungsgebäude der Knappschaftskasse | Humboldtstraße 13 (Karte)                                           | Um 1925 | Eckgebäude mit schlichter Putzfassade und hervorgehobenem Portal, bau- und ortsgeschichtlich von Bedeutung | 09200083 |
|                                         | Wohnhaus in geschlossener Bebauung | Humboldtstraße 17 (Karte)                                           | 1876/1891 | Teil einer Reihe mit vier zweigeschossigen Häusern, die markanten spätklassizistischen Dekor zeigen, dabei am besten erhaltenen Häuser innerhalb der so genannten Bahnhofsvorstadt aus der ersten Bebauungsphase im 19. Jahrhundert, bau- und stadtentwicklungsgeschichtlich bedeutend | 09200081 |
|                                         | Wohnhaus in geschlossener Bebauung | Humboldtstraße 19 (Karte)                                           | 1876/1891 | Teil einer Reihe mit vier zweigeschossigen Häusern, die markanten spätklassizistischen Dekor zeigen, dabei am besten erhaltenen Häuser innerhalb der so genannten Bahnhofsvorstadt aus der ersten Bebauungsphase im 19. Jahrhundert, bau- und stadtentwicklungsgeschichtlich bedeutend | 08992525 |
|                                         | Wohnhaus in geschlossener Bebauung | Humboldtstraße 21 (Karte)                                           | 1876/1891 | Teil einer Reihe mit vier zweigeschossigen Häusern, die markanten spätklassizistischen Dekor zeigen, dabei am besten erhaltenen Häuser innerhalb der so genannten Bahnhofsvorstadt aus der ersten Bebauungsphase im 19. Jahrhundert, bau- und stadtentwicklungsgeschichtlich bedeutend | 08992526 |
|                                         | Wohnhaus in geschlossener Bebauung | Humboldtstraße 23 (Karte)                                           | 1876/1891 | Teil einer Reihe mit vier zweigeschossigen Häusern, die markanten spätklassizistischen Dekor zeigen, dabei am besten erhaltenen Häuser innerhalb der so genannten Bahnhofsvorstadt aus der ersten Bebauungsphase im 19. Jahrhundert, bau- und stadtentwicklungsgeschichtlich bedeutend | 08992527 |
| Direkt Bild zu diesem Denkmal hochladen | Mietshaus in geschlossener Bebauung | Humboldtstraße 24 (Karte)                                           | Um 1885 | Mit Haus Nr. 28 eines der gestalterisch anspruchsvollsten und wohl auch am ursprünglichsten erhaltenen Wohnbauten in der so genannten Bahnhofsvorstadt, bau- und stadtentwicklungsgeschichtlich bedeutend | 09200082 |
| Direkt Bild zu diesem Denkmal hochladen | Mietshaus in geschlossener Bebauung | Humboldtstraße 28 (Karte)                                           | Um 1885 | Mit Haus Nr. 26 eines der gestalterisch anspruchsvollsten und wohl auch am ursprünglichsten erhaltenen Wohnbauten in der so genannten Bahnhofsvorstadt, bau- und stadtentwicklungsgeschichtlich bedeutend | 09200080 |
| Direkt Bild zu diesem Denkmal hochladen | Zwei Halden des Unteren und Oberen Michaelisschachtes | Käthe-Kollwitz-Straße (Karte)                                       | 16. bis 19. Jahrhundert | Weitgehend original erhalten, insbesondere Halde an Thomas-Müntzer-Straße mit Schauwert (Oberer Michaelisschacht), beides relativ hohe Kegelhalden, ohne und mit typischem Bewuchs, bergbau- und ortsgeschichtlich von Belang | 08992440 |
|                                         | Wohnhaus der Wohnanlage Am Sonnenrad | Käthe-Kollwitz-Straße 77 (Karte)                                    | 1936–1937 | Verbliebener Rest einer einst bemerkenswerten städtebaulichen Siedlungsanlage (siehe auch Franz-Mehring-Platz 3, 6, 11, 27, 28) | 09200880 |
|                                         | Wohnhaus in geschlossener Bebauung | Körnerstraße 1 (Karte)                                              | 1873 | Teil einer Reihe von annähernd gleichartig gestalteten Bauten (außer Nr. 3) mit hervorgehobenem Mittelrisalit, einschließlich Dacherker, Kranzgesims, Gurtgesims sowie spätklassizistische Fassadengestaltung (Dreiecks- und Segmentbogengiebel, Kapitelle, Giebelschmuck, Konsolen, Stürze usw.), bau- und stadtentwicklungsgeschichtlich bedeutend | 09200090 |
|                                         | Schankhaus und Gartensaal einer ehemaligen Brauerei | Körnerstraße 2 (Karte)                                              | 1888 (Gartensaal); bezeichnet mit 1892 (Wetterfahne)                                                                                               | Gartensaal mit Zierfachwerk, älteste noch erhaltene und traditionsreiche Brauerei Freibergs, orts- und industriegeschichtlich bedeutend | 09200092 |
|                                         | Wohnhaus in geschlossener Bebauung | Körnerstraße 3 (Karte)                                              | Um 1875 | Spätklassizistische Gestaltung, Putznutung, bau- und stadtentwicklungsgeschichtlich bedeutend | 08992528 |
|                                         | Schulgebäude mit Hinterhaus (Handelsschule, Käthe-Kollwitz-Schule) | Körnerstraße 4 (Karte)                                              | 1868 | Beeindruckender Bau in Formen der Neorenaissance, aufwändige Fassadengliederung, weiter Dachüberstand, kräftiges Kranzgesims, bau- und ortsgeschichtlich sowie künstlerisch bedeutend | 09200091 |
|                                         | Wohnhaus in geschlossener Bebauung | Körnerstraße 5 (Karte)                                              | 1873 | Teil einer Reihe von annähernd gleichartig gestalteten Bauten (außer Nr. 3) mit hervorgehobenem Mittelrisalit, einschließlich Dacherker, Kranzgesims, Gurtgesims sowie spätklassizistische Fassadengestaltung (Dreiecks- und Segmentbogengiebel, Kapitelle, Giebelschmuck, Konsolen, Stürze usw.), bau- und stadtentwicklungsgeschichtlich bedeutend | 08992529 |
|                                         | Wohnhaus in geschlossener Bebauung | Körnerstraße 7 (Karte)                                              | 1873 | Teil einer Reihe von annähernd gleichartig gestalteten Bauten (außer Nr. 3) mit hervorgehobenem Mittelrisalit, einschließlich Dacherker, Kranzgesims, Gurtgesims sowie spätklassizistische Fassadengestaltung (Dreiecks- und Segmentbogengiebel, Kapitelle, Giebelschmuck, Konsolen, Stürze usw.), bau- und stadtentwicklungsgeschichtlich bedeutend | 08992530 |
|                                         | Wohnhaus in geschlossener Bebauung | Körnerstraße 9 (Karte)                                              | 1873 | Teil einer Reihe von annähernd gleichartig gestalteten Bauten (außer Nr. 3) mit hervorgehobenem Mittelrisalit, einschließlich Dacherker, Kranzgesims, Gurtgesims sowie spätklassizistische Fassadengestaltung (Dreiecks- und Segmentbogengiebel, Kapitelle, Giebelschmuck, Konsolen, Stürze usw.), bau- und stadtentwicklungsgeschichtlich bedeutend | 08992531 |
|                                         | Wohnhaus in geschlossener Bebauung | Körnerstraße 11 (Karte)                                             | 1868 | Teil einer Reihe von annähernd gleichartig gestalteten Bauten (außer Nr. 3) mit hervorgehobenem Mittelrisalit, einschließlich Dacherker, Kranzgesims, Gurtgesims sowie spätklassizistische Fassadengestaltung (Dreiecks- und Segmentbogengiebel, Kapitelle, Giebelschmuck, Konsolen, Stürze usw.), bau- und stadtentwicklungsgeschichtlich bedeutend | 08992532 |
|                                         | Mietshaus in geschlossener Bebauung | Körnerstraße 13 (Karte)                                             | Um 1903 | Repräsentativer Historismusbau mit markanter gotisierender Fassade, geschossweise unterschiedliche Gestaltung der Fenstereinfassungen, bau- und stadtentwicklungsgeschichtlich bedeutend | 09200089 |
|                                         | Mietshaus in geschlossener Bebauung | Körnerstraße 15 (Karte)                                             | 1903 | Repräsentativer Historismusbau, besondere Akzente durch Erker und Eingangsportal, Formenvielfalt der Gestaltungselemente, bau- und stadtentwicklungsgeschichtlich bedeutend | 09200088 |
|                                         | Mietshaus in geschlossener Bebauung | Körnerstraße 17 (Karte)                                             | 1903 | Repräsentativer Bau mit einer der reizvollsten Jugendstilfassaden von Freiberg, bau- und stadtentwicklungsgeschichtlich sowie künstlerisch bedeutend | 09200087 |
|                                         | Mietshaus in geschlossener Bebauung | Körnerstraße 19 (Karte)                                             | Bezeichnet mit 1903 | Repräsentativer Bau mit aufwändig gestalteter Historismusfassade, Erker, Giebel und offene Loggien setzen Akzente, dabei Belebung durch Bauschmuck, bau- und stadtentwicklungsgeschichtlich sowie künstlerisch bedeutend | 09200086 |
|                                         | Mietshaus in geschlossener Bebauung | Körnerstraße 21 (Karte)                                             | 1903 | Eckbau mit bemerkenswerter Jugendstilfassade und originalen Ladeneinbauten, stadtentwicklungsgeschichtlich sowie künstlerisch bedeutend, zudem eines der repräsentativsten Eckgebäude von Freiberg | 09200105 |
| Weitere Bilder                          | Wohnanlage Seilerberg (Sachgesamtheit) | Kurt-Eisner-Straße 1, 2, 3, 4, 5, 6, 7, 8, 9, 10 (Karte)            | Um 1937 | Sachgesamtheit Wohnanlage Seilerberg mit zehn Mehrfamilienhäusern als Sachgesamtheitsteile; gleichgestaltete Bauten der Kurt-Eisner-Straße, in engem gestalterischen und städtebaulichen Zusammenhang mit der ursprünglich Am Sonnenrad genannten Wohnanlage des Franz-Mehring-Platzes entstanden, schlichte Rechteckbauten mit Satteldach und Lochfassade, typisches Beispiel der NS-Siedlungshausarchitektur von baugeschichtlichem und zeitgeschichtlichem Wert, darüber hinaus als Teil einer im Grundriss ungewöhnlichen Gesamtkonzeption städtebaulich bedeutsam | 09201069 |
|                                         | Wohnhaus und westliches Hintergebäude eines ehemaligen Bauernhofes | Lange Straße 13 (Karte)                                             | Im Kern Ende 17. Jahrhundert | Später mehrmals umgebaut, Hintergebäude mit Fachwerk, eines der ältesten Gebäude der so genannten Bahnhofsvorstadt, stadtentwicklungsgeschichtlich bedeutend | 09200119 |
|                                         | Turnhalle der Gewerbeschule | Lange Straße 44 (Karte)                                             | Nach 1900 | Markanter langgestreckter Bau mit aufwändiger Gestaltung, bau- und stadtentwicklungsgeschichtlich bedeutend | 09200122 |
|                                         | Wohnhaus | Lange Straße 58 (Karte)                                             | Um 1800 | Wohnhaus in geschlossener Bebauung; kleiner zweigeschossiger Bau, gehört zu den ältesten Gebäuden in der sogenannten Bahnhofsvorstadt, bildet mit den benachbarten Bauten ein städtebaulich bemerkenswertes und unverwechselbares Ensemble, bau- und stadtentwicklungsgeschichtlich sowie städtebaulich bedeutend | 09200114 |
|                                         | Wohnhaus in geschlossener Bebauung | Lange Straße 60 (Karte)                                             | Um 1800 | Kleiner zweigeschossiger Bau, gehört zu den ältesten Gebäuden in der sogenannten Bahnhofsvorstadt, bildet mit den benachbarten Bauten ein städtebaulich bemerkenswertes und unverwechselbares Ensemble, bau- und stadtentwicklungsgeschichtlich sowie städtebaulich bedeutend | 09200113 |
|                                         | Wohnhaus in geschlossener Bebauung | Lange Straße 62 (Karte)                                             | Um 1800 | Kleiner zweigeschossiger Bau, gehört zu den ältesten Gebäuden in der sogenannten Bahnhofsvorstadt, bildet mit den benachbarten Bauten ein städtebaulich bemerkenswertes und unverwechselbares Ensemble, bau- und stadtentwicklungsgeschichtlich sowie städtebaulich bedeutend | 09200112 |
|                                         | Wohnhaus in geschlossener Bebauung | Lange Straße 64 (Karte)                                             | Bezeichnet mit 1844 | Kleiner zweigeschossiger Bau, bildet mit den benachbarten Gebäuden ein städtebaulich bemerkenswertes und unverwechselbares Ensemble, stadtentwicklungsgeschichtlich und städtebaulich bedeutend | 09200111 |
|                                         | Mietshaus in geschlossener Bebauung | Lange Straße 66 (Karte)                                             | Um 1895 | Mit Laden, bildet mit den benachbarten Gebäuden ein städtebaulich bemerkenswertes und unverwechselbares Ensemble, stadtentwicklungsgeschichtlich und städtebaulich bedeutend | 09200110 |
| Direkt Bild zu diesem Denkmal hochladen | Halde (Herzog August Stolln Richtschacht) | Max-Roscher-Straße (Karte)                                          | 16. bis 18. Jahrhundert | Bergbaugeschichtlich von Bedeutung (siehe Ortsteil Zug, Schulstraße 14/16) | 08992507 |
|                                         | Hospital für Bergleute (ehemals Bergstift) | Mühlgasse 2a (Karte)                                                | Bezeichnet mit 1793 | Heute Wohnhaus, markanter Bau mit Krüppelwalmdach und Segmentbogenportal, Beispiel eines schlichten, beinahe ländlich anmutenden Freiberger Barockbaus, bau- und ortsgeschichtlich bedeutend | 09200130 |
|                                         | Gedenkstätte mit Gedenkstein für die Opfer des 27. Oktober 1923 (Einzeldenkmal der Sachgesamtheit 09200740) | Platz der Oktoberopfer (Karte)                                      | 1970er Jahre | Einzeldenkmal der Sachgesamtheit Promenadenring; hochrechteckiger Stein aus Rochlitzer Porphyrtuff mit Inschriften und dazugehörige, mit Steinplatten ausgestattete Freifläche, geschichtlich bedeutend (Erinnerungswert), seit 2019 zugehörig zur Pufferzone des UNESCO-Welterbes Montanregion Erzgebirge/Krušnohoří | 09200961 |
| Weitere Bilder                          | Postgebäude in halboffener Bebauung in Ecklage | Platz der Oktoberopfer 1, 1a, 1b, 1c (Poststraße 2a) (Karte)        | Bezeichnet mit 1888/1889 | Dreiflügeliger, ausgesprochen repräsentativer Klinker-Sandstein-Bau des Historismus mit gestalterisch hervorgehobenem Eingangsbereich, von bau-, orts- und stadtentwicklungsgeschichtlichem Wert, darüber hinaus von künstlerischer Bedeutung (gesteigertes Maß ästhetischer oder gestalterischer Qualität, exemplarischer Charakter für Stilrichtung des Historismus um 1890) | 09200232 |
|                                         | Wohn- und Geschäftshaus in halboffener Bebauung und in Ecklage | Platz der Oktoberopfer 2 (Karte)                                    | Bezeichnet mit 1906 | Markantes historisierendes Gebäude aus dem Anfang des 20. Jahrhunderts, bau- und stadtentwicklungsgeschichtlich sowie künstlerisch bedeutend (siehe auch Roter Weg 2) | 09200072 |
|                                         | Wohnhaus in geschlossener Bebauung | Platz der Oktoberopfer 4 (Karte)                                    | Um 1925 | Bildet markantes städtebauliches Ensemble mit benachbarten Gebäuden, bedeutend für Ortsbild und stadtentwicklungsgeschichtlich von Belang, seit 2019 zugehörig zur Kernzone des UNESCO-Welterbes Montanregion Erzgebirge/Krušnohoří | 09200728 |
|                                         | Wohnhaus in geschlossener Bebauung | Platz der Oktoberopfer 5 (Karte)                                    | Bezeichnet mit 1929–1930 | Markantes Gebäude der 1920er Jahre, gestalterisch aufgewertet durch steinsichtiges Erdgeschoss, Eingangssituation mit Pilastergliederung und Balkon, baugeschichtlich, künstlerisch und stadtentwicklungsgeschichtlich bedeutend (heute Deutsche Bank), seit 2019 zugehörig zur Kernzone des UNESCO-Welterbes Montanregion Erzgebirge/Krušnohoří | 09200727 |
|                                         | Wohn- und Geschäftshaus | Platz der Oktoberopfer 6 (Karte)                                    | 1929–1930 | Markanter Eckbau der klassischen Moderne mit funktionalistisch gestaltetem Baukörper, architekturhistorisch, stadtentwicklungsgeschichtlich und städtebaulich bedeutend (heute Commerzbank), seit 2019 zugehörig zur Kernzone des UNESCO-Welterbes Montanregion Erzgebirge/Krušnohoří | 09200726 |
|                                         | Wohn- und Geschäftshaus in geschlossener Bebauung | Poststraße 1 (Karte)                                                | Bezeichnet mit 1895–1896 | Reicher Gründerzeitbau mit opulenter Historismusfassade, Einheit, Klinkerverblendung und Sandsteingliederung, diverse Akzentuierungen durch Eingangsgestaltungen, Eckerker, Giebel, Bedachungen, Konsolen und Einfassungen, charakteristischer Bau der Spätphase des Historismus, außerdem eines der aufwändigsten Wohn- und Geschäftshäuser Freibergs, bildet mit gegenüberliegendem Postgebäude eine unverwechselbare städtebauliche Situation, baugeschichtlich, künstlerisch und städtebaulich bedeutend                                                           | 09200203 |
|                                         | Wohn- und Geschäftshaus in geschlossener Bebauung | Poststraße 1a, 1b (Karte)                                           | 1900–1901 | Repräsentativer Bau vereint Historismus- und Jugendstilelemente, kurz nach Fertigstellung von der Allgemeinen Deutschen Creditanstalt erworben, baugeschichtlich sowie künstlerisch bedeutend, zudem als Teil des repräsentativsten Straßenzuges der Freiberger Stadterweiterung seit der Mitte des 19. Jahrhunderts stadtentwicklungsgeschichtlich und städtebaulich bedeutend | 09200204 |
|                                         | Mietshaus in geschlossener Bebauung | Poststraße 2 (Karte)                                                | 1889/1896 | Markanter Historismusbau mit aufwändiger Fassadengestaltung, baugeschichtlich bedeutend, zudem als Teil des repräsentativsten Straßenzuges der Freiberger Stadterweiterung seit der Mitte des 19. Jahrhunderts stadtentwicklungsgeschichtlich und städtebaulich bedeutend | 09200205 |
|                                         | Postgebäude in halboffener Bebauung in Ecklage | Poststraße 2a (Platz der Oktoberopfer 1, 1a, 1b, 1c) (Karte)        | Bezeichnet mit 1888/1889 | Dreiflügeliger, ausgesprochen repräsentativer Klinker-Sandstein-Bau des Historismus mit gestalterisch hervorgehobenem Eingangsbereich, von bau-, orts- und stadtentwicklungsgeschichtlichem Wert, darüber hinaus von künstlerischer Bedeutung (gesteigertes Maß ästhetischer oder gestalterischer Qualität, exemplarischer Charakter für Stilrichtung des Historismus um 1890) | 09200232 |
|                                         | Mietshaus in geschlossener Bebauung | Poststraße 3 (Karte)                                                | 1871/1887 | Markanter Historismusbau mit Laden und aufwändiger Fassadengestaltung, baugeschichtlich bedeutend, zudem als Teil des repräsentativsten Straßenzuges der Freiberger Stadterweiterung seit der Mitte des 19. Jahrhunderts stadtentwicklungsgeschichtlich und städtebaulich bedeutend | 09200208 |
|                                         | Mietshaus | Poststraße 3a, 5 (Karte)                                            | 1871/1887 | Mit Laden, breitgelagerte Fassade mit Mittelrisalit, dieser hervorgehoben durch Giebeldreieck, markanter Historismusbau, baugeschichtlich bedeutend, zudem als Teil des repräsentativsten Straßenzuges der Freiberger Stadterweiterung seit der Mitte des 19. Jahrhunderts stadtentwicklungsgeschichtlich und städtebaulich bedeutend | 09200209 |
|                                         | Mietshaus in geschlossener Bebauung | Poststraße 4 (Karte)                                                | 1889/1896 | Markanter Historismusbau mit Laden und aufwändiger Fassadengestaltung, baugeschichtlich bedeutend, zudem als Teil des repräsentativsten Straßenzuges der Freiberger Stadterweiterung seit der Mitte des 19. Jahrhunderts stadtentwicklungsgeschichtlich und städtebaulich bedeutend | 09200206 |
| Direkt Bild zu diesem Denkmal hochladen | Mietshaus in geschlossener Bebauung, mit Gaststätte (ehemals Gasthaus „Zur Post“) | Poststraße 6 (Karte)                                                | 1889/1896 | Markanter Historismusbau mit aufwändiger Fassadengestaltung, baugeschichtlich bedeutend, zudem als Teil des repräsentativsten Straßenzuges der Freiberger Stadterweiterung seit der Mitte des 19. Jahrhunderts stadtentwicklungsgeschichtlich und städtebaulich bedeutend | 09200207 |
|                                         | Mietshaus in geschlossener Bebauung | Poststraße 7 (Karte)                                                | 1871/1887 | Markanter Historismusbau mit Laden und aufwändiger Fassadengestaltung, baugeschichtlich bedeutend, zudem als Teil des repräsentativsten Straßenzuges der Freiberger Stadterweiterung seit der Mitte des 19. Jahrhunderts stadtentwicklungsgeschichtlich und städtebaulich bedeutend | 09200200 |
| Direkt Bild zu diesem Denkmal hochladen | Wohn- und Geschäftshaus in geschlossener Bebauung (ehemaliges Musikhaus Ewald) | Poststraße 8 (Karte)                                                | 1907 | Mit Erker und Dreiecksgiebel über Traufe, Fassade mit geometrischer Jugendstilornamentik und Zier, markanter Bau aus dem Anfang des 20. Jahrhunderts, baugeschichtlich und künstlerisch bedeutend, zudem als Teil des repräsentativsten Straßenzuges der Freiberger Stadterweiterung seit der Mitte des 19. Jahrhunderts stadtentwicklungsgeschichtlich und städtebaulich bedeutend | 09200210 |
|                                         | Mietshaus in geschlossener Bebauung (Modehaus Richter) | Poststraße 9 (Karte)                                                | 1871/1887 | Markanter Historismusbau mit Laden und aufwändiger Fassadengestaltung, baugeschichtlich bedeutend, zudem als Teil des repräsentativsten Straßenzuges der Freiberger Stadterweiterung seit der Mitte des 19. Jahrhunderts stadtentwicklungsgeschichtlich und städtebaulich bedeutend | 09200201 |
|                                         | Mietshaus in geschlossener Bebauung | Poststraße 10 (Karte)                                               | 1896/1907 | Markanter historisierender Bau der Wende vom 19. zum 20. Jahrhundert mit Ladenzone, charakteristische Klinker-Werkstein-Fassade, schmaler Mittelrisalit, dieser und die Fenstereinfassungen betont, baugeschichtlich bedeutend, zudem als Teil des repräsentativsten Straßenzuges der Freiberger Stadterweiterung seit der Mitte des 19. Jahrhunderts stadtentwicklungsgeschichtlich und städtebaulich bedeutend | 08992508 |
|                                         | Mietshaus in geschlossener Bebauung | Poststraße 12 (Karte)                                               | Um 1900 | Markanter Historismusbau mit Laden und aufwändiger Fassadengestaltung, baugeschichtlich bedeutend, zudem als Teil des repräsentativsten Straßenzuges der Freiberger Stadterweiterung seit der Mitte des 19. Jahrhunderts stadtentwicklungsgeschichtlich und städtebaulich bedeutend | 09200212 |
| Weitere Bilder                          | Mietshaus in geschlossener Bebauung | Poststraße 14 (Karte)                                               | 1898 | Ausgesprochen aufwändiger Bau des späten Historismus mit Laden und charakteristischer Klinker-Werkstein-Fassade, vielgestaltiger Bauschmuck, die mittlere Achse u. a. durch Hermenpilaster hervorgehoben, wegen seiner besonderen Prägnanz und Wirkung auf den Betrachter baugeschichtlich und künstlerisch bedeutend, zudem als Teil des repräsentativsten Straßenzuges der Freiberger Stadterweiterung seit der Mitte des 19. Jahrhunderts stadtentwicklungsgeschichtlich und städtebaulich bedeutend                                                                | 09200213 |
| Direkt Bild zu diesem Denkmal hochladen | Mietshaus mit Laden in geschlossener Bebauung | Poststraße 16 (Karte)                                               | Um 1900 | Markanter Historismusbau mit aufwändiger Fassadengestaltung, baugeschichtlich bedeutend, zudem als Teil des repräsentativsten Straßenzuges der Freiberger Stadterweiterung seit der Mitte des 19. Jahrhunderts stadtentwicklungsgeschichtlich und städtebaulich bedeutend | 09200214 |
| Direkt Bild zu diesem Denkmal hochladen | Mietshaus mit Laden in geschlossener Bebauung | Poststraße 18 (Karte)                                               | Bezeichnet mit 1907 | Markanter Bau aus dem Anfang des 20. Jahrhunderts, baugeschichtlich bedeutend, zudem als Teil des repräsentativsten Straßenzuges der Freiberger Stadterweiterung seit der Mitte des 19. Jahrhunderts stadtentwicklungsgeschichtlich und städtebaulich bedeutend | 09200198 |
| Direkt Bild zu diesem Denkmal hochladen | Mietshaus in geschlossener Bebauung | Poststraße 20 (Karte)                                               | Bezeichnet mit 1907 | Markanter Bau mit Laden aus dem Anfang des 20. Jahrhunderts, baugeschichtlich bedeutend, zudem als Teil des repräsentativsten Straßenzuges der Freiberger Stadterweiterung seit der Mitte des 19. Jahrhunderts stadtentwicklungsgeschichtlich und städtebaulich bedeutend | 09200199 |
|                                         | Wohnhaus in geschlossener Bebauung | Poststraße 22 (Karte)                                               | Um 1800 | Letztes Beispiel der vorstädtischen Bebauung vor der Stadterweiterung seit der Mitte des 19. Jahrhunderts an der Poststraße, zweigeschossiger Bau mit Lochfassade, Steildach und durchgehender Schleppluke, dokumentiert auf anschaulichste Weise mit dem unmittelbar benachbarten Gründerzeitgebäuden den städtebaulichen Wandel, stadtentwicklungsgeschichtlich bedeutend | 09200202 |
|                                         | Wohn- und Geschäftshaus in halboffener Bebauung in Ecklage, mit Einfriedung | Roter Weg 2 (Karte)                                                 | Bezeichnet mit 1906 | Markantes historisierendes Gebäude aus dem Anfang des 20. Jahrhunderts, bau- und stadtentwicklungsgeschichtlich sowie künstlerisch bedeutend (siehe auch Platz der Oktoberopfer 2) | 09200071 |
|                                         | Wohnhaus mit Vorgarten und Einfriedung | Roter Weg 10 (Karte)                                                | Um 1870 | Weitgehend original erhaltenes vorstädtisches Gebäude aus der zweiten Hälfte des 19. Jahrhunderts, zudem Teil einer Häusergruppe mit unverwechselbarem Charakter, bau- und stadtentwicklungsgeschichtlich bedeutend | 09200074 |
|                                         | Wohnhaus mit Vorgarten und Einfriedung | Roter Weg 12 (Karte)                                                | Um 1870 | Weitgehend original erhaltenes vorstädtisches Gebäude aus der zweiten Hälfte des 19. Jahrhunderts, zudem Teil einer Häusergruppe mit unverwechselbarem Charakter, bau- und stadtentwicklungsgeschichtlich bedeutend | 09201041 |
|                                         | Halde, Schacht mit untertägigen Radstuben einschließlich zugehöriger Wasserstrecken und Resten der technischen Ausstattung sowie Schachtgebäude mit Förderturm einschließlich technischer Ausstattung (Rote Grube Richtschacht) | Roter Weg 13 (Karte)                                                | 1384 (erste urkundliche Erwähnung der Roten Grube); Mitte 19. bis Mitte 20. Jahrhundert (Halde); 1844–1880 (Schacht); 1852 (Radstube und Kunstrad) | Bergbauliches Ensemble aus mehreren Jahrhunderten, Zeugnis einer der ältesten Freiberger Gruben, Schacht ab Mitte des 19. Jahrhunderts zu Vortrieb und Revision des Rothschönberger Stollns abgeteuft, unter Tage in Resten erhaltene technische Anlagen zu Förderung und Wasserhaltung aus dieser Zeit, Schachtgebäude mitsamt Ausstattung aus der Mitte des 20. Jahrhunderts, stadtbildprägende Halde, aufgrund des hohen wissenschaftlich-dokumentarischen Werts von großer technik- und bergbaugeschichtlicher Bedeutung                                           | 09200073 |
|                                         | Wohnhaus mit Vorgarten und Einfriedung | Roter Weg 14 (Karte)                                                | Um 1870 | Weitgehend original erhaltenes vorstädtisches Gebäude aus der zweiten Hälfte des 19. Jahrhunderts, zudem Teil einer Häusergruppe mit unverwechselbarem Charakter, bau- und stadtentwicklungsgeschichtlich bedeutend | 09201042 |
|                                         | Wohnhaus mit Vorgarten und Einfriedung | Roter Weg 16 (Karte)                                                | Um 1870 | Weitgehend original erhaltenes vorstädtisches Gebäude aus der zweiten Hälfte des 19. Jahrhunderts, zudem Teil einer Häusergruppe mit unverwechselbarem Charakter, bau- und stadtentwicklungsgeschichtlich bedeutend | 09201043 |
|                                         | Wohnhaus in offener Bebauung mit Fassadenfigur | Roter Weg 28 (Karte)                                                | 2. Hälfte 19. Jahrhundert, ornamentiert um 1910 | Figur eines Bergmannes auf Pfeilervorlage, markanter Bau mit Betonung der Eingangsachse, anspruchsvolle Gestaltung, der sparsame, aber wirkungsvoll akzentuierende Schmuck um 1910, bau- und stadtentwicklungsgeschichtlich bedeutsam | 09200070 |
| Weitere Bilder                          | Ehemaliges Arbeitsamt | Roter Weg 41, 43 (Karte)                                            | Vor 1930 | Zweigeschossiger Bau als Eckgestaltung, mit Klinker-Putzfassade, Eingangsbau durch vertikale Fenstergliederung hervorgehoben, charakteristisches Beispiel der Architektur der 1920er Jahre als traditioneller Geschossbau, bereichert durch expressionistische Klinkergliederungen zwischen den Fenstern (mit diesen zeittypische Fensterbänder bildend) und modernem verglastem Treppenhaus, baugeschichtlich und künstlerisch bedeutend, wohl der gestalterisch ambitionierte Bau von Stadtbaurat Salzmann, in dieser Form singulär                                  | 09200067 |
|                                         | Wohnhaus mit Einfriedung | Sachsenhofstraße 1 (Karte)                                          | 1908 | Villenartiger später Jugendstilbau, belebt durch Fachwerkgiebel und straßenseitigen Anbau, Schmuck akzentuierend, markante Einfriedungsgestaltung, insgesamt anspruchsvolle Gestaltung des Anwesens, bau- und stadtentwicklungsgeschichtlich bedeutend, wohl auch künstlerisch von Belang | 09200260 |
|                                         | Doppelmietshaus mit Einfriedung in offener Bebauung | Sachsenhofstraße 3, 5 (Karte)                                       | 1909 | Jugendstilbau, besonders erwähnenswert die Einfriedung, bau- und stadtentwicklungsgeschichtlich bedeutend | 09200261 |
|                                         | Doppelmietshaus in offener Bebauung | Sachsenhofstraße 6, 8 (Karte)                                       | 1907 | Später Jugendstilbau mit bemerkenswerter Fassadengestaltung, Gliederung durch zwei übergiebelte Risalite mit fantasievollen Schmuckelementen, bau- und stadtentwicklungsgeschichtlich bedeutend, wohl auch künstlerisch von Belang | 09200258 |
|                                         | Doppelmietshaus in offener Bebauung | Sachsenhofstraße 10, 12 (Karte)                                     | 1908 | Später Jugendstilbau mit zeittypischer Fassadengestaltung, Gliederung durch zwei übergiebelte Risalite, hier noch historisierende Reminiszenzen (Schweifgiebel und Voluten), bau- und stadtentwicklungsgeschichtlich bedeutend | 09200259 |
|                                         | Abschnitt der Stadtmauer (Ringmauer, innere Mauer) mit Kalkturm und Gelber Löweturm an der Schillerstraße | Schillerstraße (Karte)                                              | Ab 1397 | Einzeldenkmal der Sachgesamtheit Promenadenring und Stadtmauer; davor Zwinger und Wallgraben, zwischen Flst. 49 und Kornhaus gelegen, historische Stadtbefestigung, eine der wenigen in dieser Form noch erhaltenen spätmittelalterlichen Anlagen in Sachsen, baugeschichtlich, ortsgeschichtlich, stadtentwicklungsgeschichtlich und städtebaulich bedeutend sowie mit Seltenheitswert, seit 2019 zugehörig zur Kernzone des UNESCO-Welterbes Montanregion Erzgebirge/Krušnohoří                                                                                      | 09200732 |
|                                         | Wohnhaus in offener Bebauung | Schillerstraße 5 (Karte)                                            | Um 1890 | Villenartiger Putzbau, im Innern qualitätvolle Ausstattungsteile, wie reich gestaltetes Treppengeländer, Stuckdekor, Jugendstilfenster usw., bau- und stadtentwicklungsgeschichtlich bedeutend, Teile der Ausstattung auch künstlerisch von Belang | 09201623 |
|                                         | Villa | Schillerstraße 7 (Karte)                                            | 1867 | Historisierender Bau mit axialer Fassadengliederung, gestalterische Akzente durch hervorgehobene Mittelachse, Eingangsbereich und seitlichen Anbau, bau- und stadtentwicklungsgeschichtlich bedeutend, mit benachbarten Gebäuden städtebaulich wertvoll | 09200957 |
|                                         | Villa | Schillerstraße 9 (Karte)                                            | 1867 | Bau der Frühen Sachlichkeit mit zurückhaltenden historisierenden Fassadenelementen, bau- und stadtentwicklungsgeschichtlich bedeutend, zudem mit benachbarten Gebäuden städtebaulich wertvoll | 09200699 |
|                                         | Villa | Schillerstraße 11 (Karte)                                           | 4. Viertel 19. Jahrhundert | Repräsentativer spätklassizistischer Bau mit hervorgehobenem Mittelrisalit, überdachtem Eingang und aufwändigem Fassadenschmuck, nobel und gestalterisch anspruchsvoll, eines der architektonisch bemerkenswertesten Beispiele der Villenarchitektur des ausgehenden 19. Jahrhunderts in Freiberg, baugeschichtlich und künstlerisch bedeutend, zudem mit benachbarten Bauten städtebaulich wertvoll | 09200052 |
|                                         | Wohnhaus in halboffener Bebauung | Schillerstraße 12 (Karte)                                           | 1847 | Städtebaulich wichtiger Teil der Ringbebauung, stadtentwicklungsgeschichtlich bedeutsam, seit 2019 zugehörig zur Kernzone des UNESCO-Welterbes Montanregion Erzgebirge/Krušnohoří | 08992515 |
|                                         | Wohnhaus in geschlossener Bebauung | Schillerstraße 14, 14a (Karte)                                      | 1844 | Sehr schlichter spätklassizistischer Bau der Biedermeierzeit, Hervorhebungen des Erdgeschosses und der Mittelachse, dabei auffällig ein Palladio-Motiv und ein breitgelagerter Balkon, bau- und stadtentwicklungsgeschichtlich bedeutend, seit 2019 zugehörig zur Kernzone des UNESCO-Welterbes Montanregion Erzgebirge/Krušnohoří | 08992516 |
|                                         | Doppelwohnhaus in offener Bebauung | Schillerstraße 15, 17 (Karte)                                       | 1864 | Spätklassizistisch gestaltetes Gebäude, bau- und stadtentwicklungsgeschichtlich bedeutend | 09200053 |
|                                         | Mietshaus in geschlossener Bebauung | Schillerstraße 16 (Karte)                                           | Um 1860 | Ortsbildprägendes und stadtentwicklungsgeschichtlich wichtiges Eckgebäude mit Turm über polygonalem Grundriss (siehe auch Fischerstraße 49), seit 2019 zugehörig zur Kernzone des UNESCO-Welterbes Montanregion Erzgebirge/Krušnohoří | 09200612 |
| Direkt Bild zu diesem Denkmal hochladen | Holzwand und zwei Holzdecken | Schöne Gasse 6 (Karte)                                              | 17. Jahrhundert | Bemalte Bretterwand, zwei Decken, davon eine auf Fischgräte gelegt aus dem mittlerweile abgebrochenen Altbau Schöne Gasse 8, baugeschichtlich und wohl auch künstlerisch bedeutend | 08992450 |
|                                         | Mietshaus in halboffener Bebauung | Schönlebestraße 5 (Karte)                                           | 1905 | Bemerkenswerter Bau mit aufwändiger Jugendstilfassade, baugeschichtlich und künstlerisch bedeutend, bildet zudem markantes Ensemble mit Haus Nr. 7 | 09200280 |
|                                         | Mietshaus in halboffener Bebauung | Schönlebestraße 7 (Karte)                                           | 1905 | Bemerkenswerter Bau mit aufwändiger Jugendstilfassade, baugeschichtlich und künstlerisch bedeutend, bildet zudem markantes Ensemble mit Haus Nr. 5 | 09200281 |
|                                         | Mietshaus in geschlossener Bebauung | Schönlebestraße 8 (Karte)                                           | Um 1900 | Charakteristischer historisierender Bau mit Klinker-Putz-Werkstein-Fassade, Belebung insbesondere durch Fenstereinfassungen und Bedachungen, bau- und stadtentwicklungsgeschichtlich bedeutend | 09200278 |
|                                         | Mietshaus in geschlossener Bebauung | Schönlebestraße 9 (Karte)                                           | 1931 | Sachlich gestalteter Bau um 1930, zwei Balkone und Fenstereinfassungen als einziger Schmuck, bau- und stadtentwicklungsgeschichtlich bedeutend | 09200282 |
|                                         | Mietshaus in geschlossener Bebauung | Schönlebestraße 10 (Karte)                                          | Um 1900 | Teil eines markanten Straßenzuges aus der Wende des 19. zum 20. Jahrhundert, stadtentwicklungsgeschichtlich bedeutend | 09200277 |
|                                         | Mietshaus in geschlossener Bebauung | Schönlebestraße 12 (Karte)                                          | Um 1900 | Teil eines markanten Straßenzuges aus der Wende des 19. zum 20. Jahrhundert, stadtentwicklungsgeschichtlich bedeutend | 09200276 |
| Direkt Bild zu diesem Denkmal hochladen | Mietshaus in geschlossener Bebauung | Schönlebestraße 13 (Karte)                                          | Bezeichnet mit 1904 | Repräsentativer historisierender Bau, belebt durch Jugendstilornamentik, dabei ausgewogene Fassadengliederung, Schmuckelemente akzentuierend eingesetzt, insbesondere an den beiden markanten Erkern, bau- und stadtentwicklungsgeschichtlich bedeutend, wohl auch künstlerisch von Belang | 09200263 |
|                                         | Mietshaus in halboffener Bebauung | Schönlebestraße 14 (Karte)                                          | Um 1900 | Teil eines markanten Straßenzuges aus der Wende des 19. zum 20. Jahrhundert, stadtentwicklungsgeschichtlich bedeutend | 09200275 |
|                                         | Mietshaus in geschlossener Bebauung | Schönlebestraße 15 (Karte)                                          | Bezeichnet mit 1904 | Repräsentativer Bau mit seitlichem übergiebeltem Risalit und Erker, der Schmuck teilweise mit Jugendstilornamentik, schönes Beispiel des Zusammenspiels von Historismus und Jugendstil um 1900, bau- und stadtentwicklungsgeschichtlich bedeutend | 09200262 |
|                                         | Mietshaus in geschlossener Bebauung | Schönlebestraße 16 (Karte)                                          | Um 1900 | Repräsentativer Historismusbau mit zeittypischer Klinker-Werkstein-Gliederung und reichem, vielgestaltigem Bauschmuck, dabei erstes Obergeschoss (als so genannte Beletage) und Traufbereich hervorgehoben, charakteristisches Beispiel der Architektur jener Zeit, bau- und stadtentwicklungsgeschichtlich bedeutend | 09200274 |
|                                         | Mietshaus in geschlossener Bebauung | Schönlebestraße 18 (Karte)                                          | Um 1900 | Repräsentativer Historismusbau mit zeittypischer Klinker-Werkstein-Gliederung und reichem, vielgestaltigem Bauschmuck, bemerkenswert die zwei übergiebelten seitlichen Risalite (in Anlehnung Schweifgiebel der Deutschen Renaissance), eines der ästhetisch wirkungsvollsten Freiberger Gebäude aus der Zeit um 1900, bau- und stadtentwicklungsgeschichtlich sowie künstlerisch bedeutend | 09200273 |
|                                         | Mietshaus in geschlossener Bebauung | Schönlebestraße 20 (Karte)                                          | Um 1900 | Repräsentativer Historismusbau mit seitlichem übergiebeltem Risalit und vielgestaltigem Bauschmuck, bau- und stadtentwicklungsgeschichtlich bedeutend | 09200272 |
|                                         | Mietshaus in geschlossener Bebauung | Schönlebestraße 23 (Karte)                                          | Um 1900 | Teil eines markanten Straßenzuges aus der Wende des 19. zum 20. Jahrhundert, stadtentwicklungsgeschichtlich bedeutend | 09200270 |
|                                         | Mietshaus in geschlossener Bebauung | Schönlebestraße 25 (Karte)                                          | Um 1900 | Teil eines markanten Straßenzuges aus der Wende des 19. zum 20. Jahrhundert, stadtentwicklungsgeschichtlich bedeutend | 09200271 |
|                                         | Mietshaus in geschlossener Bebauung | Schönlebestraße 26 (Karte)                                          | Nach 1900 | Teil eines markanten Straßenzuges aus der Wende des 19. zum 20. Jahrhundert, stadtentwicklungsgeschichtlich bedeutend | 09200264 |
|                                         | Mietshaus in geschlossener Bebauung | Schönlebestraße 28 (Karte)                                          | Nach 1900 | Markanter Bau mit gestalterisch auffälliger (besonderer) Jugendstilfassade, Eingangsachse nach links tendierend, trotzdem Gesamteindruck stimmig und ausgewogen, Akzente durch Fenstereinfassungen und Fries unter der Traufe, bau- und stadtentwicklungsgeschichtlich sowie künstlerisch bedeutend | 09200265 |
|                                         | Mietshaus in geschlossener Bebauung | Schönlebestraße 30 (Karte)                                          | Bezeichnet mit 1914–1915 | Teil eines markanten Straßenzuges aus der Wende des 19. zum 20. Jahrhundert, stadtentwicklungsgeschichtlich bedeutend | 09200266 |
|                                         | Mietshaus in geschlossener Bebauung | Schönlebestraße 32 (Karte)                                          | Nach 1900 | Teil eines markanten Straßenzuges aus der Wende des 19. zum 20. Jahrhundert, stadtentwicklungsgeschichtlich bedeutend | 09200267 |
|                                         | Mietshaus in geschlossener Bebauung | Schönlebestraße 40 (Karte)                                          | Nach 1900 | Teil eines markanten Straßenzuges aus der Wende des 19. zum 20. Jahrhundert, stadtentwicklungsgeschichtlich bedeutend | 09200268 |
|                                         | Mietshaus in geschlossener Bebauung | Schönlebestraße 42 (Karte)                                          | Nach 1900 | Markanter Bau mit Jugendstilfassade (vgl. mit Haus Nr. 28, allerdings nicht so qualitätvoll), Ornamentik sparsam eingesetzt, charakteristisch für Spätphase des Jugendstils, bau- und stadtentwicklungsgeschichtlich bedeutend | 09200269 |
| Weitere Bilder                          | Drei Eisenbahnbrücken | Silberhofstraße (Karte)                                             | Um 1900 | Architektonisch und bautechnisch bemerkenswerte Unterführung, bau- und verkehrsgeschichtlich bedeutend | 09201048 |
|                                         | Doppelwohnhaus in offener Bebauung | Silberhofstraße 2, 4 (Karte)                                        | 3. Viertel 19. Jahrhundert | Stadtentwicklungsgeschichtlich bedeutend | 09200173 |
|                                         | Doppelmietshaus mit Teilen der Einfriedung in offener Bebauung | Silberhofstraße 3, 3a (Karte)                                       | Nach 1900 | Repräsentative Gebäudegruppe aus dem Anfang des 20. Jahrhunderts, bau- und stadtentwicklungsgeschichtlich bedeutend | 09200174 |
|                                         | Mietshaus in halboffener Bebauung | Silberhofstraße 7a (Karte)                                          | Nach 1900 | Stadtentwicklungsgeschichtlich bedeutend | 09205823 |
| Direkt Bild zu diesem Denkmal hochladen | Wohnhaus mit Ställen, Scheunen, weitere Stallgebäude und Torbogen (Turmhofgut) | Silberhofstraße 9 (Karte)                                           | Im Kern 18. Jahrhundert (Vorwerk); bezeichnet mit 1836 (Torbogen); bezeichnet mit 1844 (Scheune)                                                   | Letztes größeres ländliches Gehöft im Stadterweiterungsgebiet von Freiberg, zudem markantes Zeugnis der Volksbauweise im 18. und 19. Jahrhundert, stadtentwicklungs- sowie baugeschichtlich bedeutend | 09200243 |
|                                         | Wohnhaus in offener Bebauung | Silberhofstraße 10 (Karte)                                          | Nach 1900 | Kleines vorstädtisches Gebäude mit Fachwerkobergeschoss, stadtentwicklungsgeschichtlich bedeutend | 09200175 |
|                                         | Wächterhaus einer Kleingartensparte | Silberhofstraße 11a (Karte)                                         | Um 1900 | Markanter historisierender Bau, zur Betreuung der Kleingärtner der Anlage „Bergmannsgruß“ errichtet, bau- und ortsgeschichtlich bedeutend | 09205604 |
|                                         | Mietshaus in offener Bebauung | Silberhofstraße 18 (Karte)                                          | 1906 | Aufwändig gestaltetes Wohngebäude aus dem Anfang des 20. Jahrhunderts mit gotisierenden und romanisierenden Elementen (Spitzbogenfenster, Vorhangbogenfenstern, Schilde usw.), bau- und stadtentwicklungsgeschichtlich bedeutend, mit rein gotisierenden und romanisierenden Elementen zudem singulär (findet man an 1900–1914 entstandenen Bauten selten) | 09200977 |
|                                         | Mietshaus in Ecklage und halboffener Bebauung | Silberhofstraße 24 (Karte)                                          | 1905 | Als eines der gestalterisch qualitätvollsten und stiltypischsten Jugendstilgebäude von Freiberg (vgl. mit Weingasse 8) baugeschichtlich und künstlerisch bedeutend sowie von stadtentwicklungsgeschichtlichem Wert | 09200975 |
| Direkt Bild zu diesem Denkmal hochladen | Mietshaus in Ecklage und geschlossener Bebauung | Silberhofstraße 28 (Karte)                                          | Um 1900 | Repräsentativer Historismusbau mit zeittypischer Klinker-Werkstein-Gliederung, das Erdgeschoss verputzt und mit Quaderung versehen, charakteristisches Beispiel der Architektur jener Zeit, bau- und stadtentwicklungsgeschichtlich bedeutend | 09200184 |
| Direkt Bild zu diesem Denkmal hochladen | Mietshaus in halboffener Bebauung | Silberhofstraße 30 (Karte)                                          | Um 1890 | Späthistoristische Putzfassade, stadtentwicklungsgeschichtlich bedeutend | 09200183 |
|                                         | Mietshaus mit Laden in geschlossener Bebauung | Silberhofstraße 32 (Karte)                                          | Um 1890 | Späthistoristische Putzfassade, stadtentwicklungsgeschichtlich bedeutend | 09200182 |
| Direkt Bild zu diesem Denkmal hochladen | Mietshaus in halboffener Bebauung | Silberhofstraße 34 (Karte)                                          | Um 1890 | Späthistoristische Putzfassade, stadtentwicklungsgeschichtlich bedeutend | 09200181 |
|                                         | Mietshaus in Ecklage und geschlossener Bebauung | Silberhofstraße 38 (Karte)                                          | Um 1900 | Schlichter Putzbau mit einfacher Gliederung, stadtentwicklungsgeschichtlich bedeutend | 09200179 |
|                                         | Mietshaus in halboffener Bebauung | Silberhofstraße 40 (Karte)                                          | Um 1900 | Markanter Historismusbau mit aufwändig gestalteter Fassade, bau- und stadtentwicklungsgeschichtlich bedeutend | 09200178 |
|                                         | Mietshaus in halboffener Bebauung | Silberhofstraße 52 (Karte)                                          | 1911–1913 | Bildet Eckpunkt einer markanten Hausfront am Bertholdsweg, bau- und stadtentwicklungsgeschichtlich bedeutend | 09200177 |
|                                         | Wohnhaus in halboffener Bebauung | Stollnhausgasse 14 (Karte)                                          | 17. Jahrhundert | Charakteristisches Kleinbürgerhaus (bzw. Vorstadthaus), wohl noch aus dem 17. Jahrhundert, bau- und stadtentwicklungsgeschichtlich bedeutend, zudem Teil einer unverwechselbaren Gebäudegruppe von gestaffelten, etwa zeitgleich entstandenen Häusern und somit von städtebaulichem Wert, zweigeschossige Häuser, besondere städtebauliche Anlage | 09200131 |
|                                         | Wohnhaus in halboffener Bebauung | Stollnhausgasse 18 (Karte)                                          | 18. Jahrhundert | Charakteristisches Kleinbürgerhaus (bzw. Vorstadthaus), aus dem 18. Jahrhundert (im Kern mglw. älter), bau- und stadtentwicklungsgeschichtlich bedeutend, zudem Teil einer unverwechselbaren Gebäudegruppe von gestaffelten, etwa zeitgleich entstandenen Häusern und somit von städtebaulichem Wert, zweigeschossige Häuser, besondere städtebauliche Anlage | 09200819 |
|                                         | Wohnhaus in halboffener Bebauung | Stollnhausgasse 22 (Karte)                                          | 18. Jahrhundert | Charakteristisches Kleinbürgerhaus (bzw. Vorstadthaus), aus dem 18. Jahrhundert (im Kern mglw. älter), bau- und stadtentwicklungsgeschichtlich bedeutend, zudem Teil einer unverwechselbaren Gebäudegruppe von gestaffelten, etwa zeitgleich entstandenen Häusern und somit von städtebaulichem Wert, zweigeschossige Häuser, besondere städtebauliche Anlage | 09200821 |
| Direkt Bild zu diesem Denkmal hochladen | Haldenzug aus sieben Halden: Thurmhof obere 6. bis 8. Maß (Wolfgang Fundgrube), Thurmhof obere 9. bis 11. Maß samt Narrenfresser, Thurmhof obere 12. Maß (Morgenstern), Thurmhof obere 13. Maß (Kannengießer Schacht)           | Thomas-Mann-Straße (Karte)                                          | 16. Jahrhundert | Langgezogenes und landschaftsbildprägendes Ensemble, relativ geschlossene Anlage, dessen Wirkung noch durch den Pulverturm der Grube Segen Gottes samt Herzog August (auf der Halde der Grube Thurmhof obere 8. Maß) unterstrichen wird, obertägige Zeugnisse etlicher vor allem im 16. Jahrhundert auf dem Erzgang Thurmhof Stehenden bauenden Gruben, siehe auch Thurmhof Richtschacht (Turmhofschacht 1, 2), bergbau- und ortsgeschichtlich von Bedeutung, seit 2019 zugehörig zur Pufferzone des UNESCO-Welterbes Montanregion Erzgebirge/Krušnohoří               | 09200922 |
|                                         | Ehemaliges Jugendheim, später Gasthaus Seilerberg | Thomas-Mann-Straße 16 (Karte)                                       | 1938 | Markantes Fachwerkgebäude mit Steildach und Granitsockel, als HJ-Heim im Zusammenhang mit der ehemaligen Martin-Mutschmann-Siedlung (Areal südlich der Eisenbahnlinie mit heutigem Franz-Mehring-Platz im Zentrum) errichtet, als zeittypisches Beispiel der NS-Architektur von baugeschichtlichem und historischem Wert | 09200920 |
|                                         | Pulverturm der Grube Segen Gottes samt Herzog August (Fundgrube bei den drei Kreuzen) | Thomas-Mann-Straße 16 (bei) (Karte)                                 | 18. Jahrhundert | Gedrungener Rundturm aus Bruchstein mit abschließendem Kegeldach, bergbau- und ortsgeschichtlich bedeutend | 09200921 |
|                                         | Schulgebäude mit frei stehender Turnhalle (Mädchenbürgerschule, Theodor-Körner-Schule mit Jahnsporthalle) | Turnerstraße 1, 3 (Karte)                                           | 1868 (Vereinsturnhalle); bezeichnet mit 1872 (Schule)                                                                                              | Ersteres über annähernd U-förmigem Grundriss, markanter historisierender Bau mit betontem Mitteltrakt, zwei hervorgehobenen Portalen und aufwändiger Gliederung, bau- und ortsgeschichtlich bedeutend | 09200051 |
|                                         | Schulgebäude (Realgymnasium, Berufsschule) | Turnerstraße 5 (Karte)                                              | 1874–1876 | Breitgelagerter Bau über U-förmigem Grundriss, Straßenfassade mit erhöhtem Mittelteil, darin Portal, architektonisch bemerkenswerter Bau der Dresdner Schule bzw. Semper-Schule, bau- und ortsgeschichtlich sowie künstlerisch bedeutend | 09200050 |
|                                         | Villa mit Einfriedung und Villengarten | Turnerstraße 6 (Karte)                                              | Um 1875 (Villa); letztes Viertel 19. Jahrhundert (Garten)                                                                                          | Seitlich Windfang, spätklassizistischer Bau mit schlichter aber auch bemerkenswert stimmiger Fassadengestaltung, die Mittelachse und das Obergeschoss hervorgehoben, die wenigen Schmuckelemente akzentuierend, geben dem Baukörper eine noble Ausstrahlung, Anwesen baugeschichtlich und künstlerisch bedeutend | 09200045 |
|                                         | Villa mit Einfriedung und Vorgarten | Turnerstraße 7 (Karte)                                              | Um 1875 | Schlichter spätklassizistischer Bau mit Lisenengliederung, baugeschichtlich von Belang | 09200048 |
|                                         | Zwei Villen | Turnerstraße 8, 10 (Karte)                                          | Um 1875 | Anlage über U-förmigem Grundriss, spätklassizistisches Anwesen mit zurückhaltender Gestaltung und Ausschmückung, Mittelachsen und Obergeschoss akzentuiert, Zeittypik deutlich ablesbar, baugeschichtlich bedeutend | 09200046 |
|                                         | Wohnhaus in offener Bebauung und Vorgarten mit Einfriedung, Eckpavillon und Sitzplatz | Turnerstraße 12 (Karte)                                             | 1869 | Villenartiges Gebäude, ursprünglich Fabrikantenvilla, zurückhaltende aber auch anspruchsvolle Fassadengestaltung mit wenigen akzentuierenden Schmuckelementen, innen Ausstattungsteile aus der Entstehungszeit, bau- und stadtentwicklungsgeschichtlich bedeutend | 08992510 |
|                                         | Mietshaus in Ecklage in offener Bebauung | Turnerstraße 14 (Karte)                                             | Um 1875 | Markantes historisierendes Eckgebäude mit Fensterbedachungen, die an Tudorgotik erinnern, für die Zeit typischer Bau, architekturhistorisch bedeutend | 09200049 |
|                                         | Zwei Mehrfamilienhäuser einer Wohnanlage | Wernerplatz 8, 9 (Karte)                                            | 1938 | Typische Anlage der 1930er Jahre, über L-förmigem Grundriss, Putzfassade mit Granitsockel, (siehe auch Wernerstraße 11), bau- und stadtentwicklungsgeschichtlich bedeutend | 09200109 |
|                                         | Verwaltungsgebäude | Wernerplatz 10 (Karte)                                              | Bezeichnet mit 1906–1907 | Heute AOK, trotz später vereinfachter Fassadengestaltung bemerkenswerter Bau aus dem Anfang des 20. Jahrhunderts mit markantem bildplastischem Schmuck an der Straßenfront und großen Teilen der ursprünglichen Ausstattung, bau- und stadtentwicklungsgeschichtlich bedeutsam, wohl auch künstlerisch von Belang | 09200108 |
|                                         | Huthaus und Halde (Kuhschacht) | Wernerplatz 15 (Karte)                                              | Mitte 17. Jahrhundert | Vergleichsweise auffälliges und charakteristisches Huthaus mit Steildach und Fledermausgaupe als gestalterischer Akzent, steht auf Halde, bau- und bergbaugeschichtlich bedeutend | 09200107 |
|                                         | Mietshaus in Ecklage in halboffener Bebauung | Wernerplatz 16 (Karte)                                              | Um 1885 | Schlichter spätklassizistischer und dennoch markanter Bau am Eingang zur Bahnhofstraße, bau- und stadtentwicklungsgeschichtlich bedeutend | 09200106 |
|                                         | Wohnhaus in geschlossener Bebauung | Wernerstraße 3 (Karte)                                              | Um 1875 | Markanter spätklassizistischer Bau, zurückhaltender, nur akzentuierender Schmuck, dabei wirkungsvoll, bau- und stadtentwicklungsgeschichtlich bedeutend | 09200134 |
|                                         | Mietshaus in geschlossener Bebauung | Wernerstraße 7 (Karte)                                              | Um 1900 | Charakteristischer gründerzeitlicher Wohnbau mit Klinker-Werkstein-Fassade, markante Fensterbedachung, bau- und stadtentwicklungsgeschichtlich bedeutend | 09200133 |
|                                         | Mietshaus in geschlossener Bebauung | Wernerstraße 9 (Karte)                                              | Um 1900 | Charakteristischer gründerzeitlicher Wohnbau mit Klinker-Werkstein-Fassade, das Erdgeschoss mit Rustika, ausgewogene Gliederung mit Mittenbetonung, Schmuck akzentuierend, anspruchsvolle Gestaltung, bau- und stadtentwicklungsgeschiche Bedeutung, wohl auch baukünstlerisch von Belang | 09200132 |
|                                         | Mehrfamilienhaus einer Wohnanlage über L-förmigem Grundriss | Wernerstraße 11 (Karte)                                             | 1938 (oder 1939) | Typische Anlage der 1930er Jahre, Granitsockel, (siehe auch Wernerplatz 8 und 9), bau- und stadtentwicklungsgeschichtlich bedeutend | 09200135 |

## Ehemalige Denkmäler
| Bild                                    | Bezeichnung                         | Lage                             | Datierung                 | Beschreibung | ID       |
| --------------------------------------- | ----------------------------------- | -------------------------------- | ------------------------- | --- | -------- |
| Direkt Bild zu diesem Denkmal hochladen | Wohnhaus in offener Bebauung        | Annaberger Straße 6 (Karte)      | 1. Hälfte 19. Jahrhundert | Schlichtes, charakteristisches Vorstadthaus, seitlich bemerkenswerte historisierende Tür, bau-, handwerks- und stadtentwicklungsgeschichtlich von Wert. Zwischen 2002 und 2009 abgerissen.                               | 09200054 |
|                                         | Mietshaus in geschlossener Bebauung | Bahnhofstraße 22 (Karte)         | Um 1890                   | Mit Ladenzone, Teil des gestalterisch anspruchsvollsten und am ursprünglichsten erhaltenen Bereichs der Bahnhofstraße, stadtentwicklungsgeschichtlich bedeutend. Zwischen 2013 und 2022 von der Denkmalliste gestrichen. | 09200094 |
|                                         | Wohnhaus in geschlossener Bebauung  | Berthelsdorfer Straße 4 (Karte)  | 1. Hälfte 19. Jahrhundert | Charakteristisches vorstädtisches Kleinbürgerhaus, stadtentwicklungsgeschichtlich bedeutend. Zwischen 2015 und 2016 abgerissen.                                                                                          | 09200143 |
|                                         | Wohnhaus in geschlossener Bebauung  | Berthelsdorfer Straße 12 (Karte) | Um 1875                   | Charakteristisches vorstädtisches Kleinbürgerhaus mit Lochfassade, Satteldach und Segmentbogenportal, stadtentwicklungsgeschichtlich bedeutend. Zwischen 2013 und 2022 von der Denkmalliste gestrichen.                  | 09200140 |
| Direkt Bild zu diesem Denkmal hochladen | Wohnhaus                            | Berthelsdorfer Straße 28 (Karte) | Um 1800                   | Kleines zweigeschossiges Wohnhaus, stadtentwicklungsgeschichtlich bedeutend. Zwischen 2013 und 2022 von der Denkmalliste gestrichen.                                                                                     | 09200137 |
|                                         | Wohnhaus in geschlossener Bebauung  | Lange Straße 56 (Karte)          | Mitte 19. Jahrhundert     | Kleines zweigeschossiges Wohnhaus, stadtentwicklungsgeschichtlich bedeutend. Zwischen 2013 und 2022 von der Denkmalliste gestrichen.                                                                                     | 09200115 |

## Tabellenlegende
- Bild: Bild des Kulturdenkmals, ggf. zusätzlich mit einem Link zu weiteren Fotos des Kulturdenkmals im Medienarchiv Wikimedia Commons. Wenn man auf das Kamerasymbol klickt, können Fotos zu Kulturdenkmalen aus dieser Liste hochgeladen werden:
- Bezeichnung: Denkmalgeschützte Objekte und ggf. Bauwerksname des Kulturdenkmals
- Lage: Straßenname und Hausnummer oder Flurstücknummer des Kulturdenkmals. Die Grundsortierung der Liste erfolgt nach dieser Adresse. Der Link (Karte) führt zu verschiedenen Kartendiensten mit der Position des Kulturdenkmals. Fehlt dieser Link, wurden die Koordinaten noch nicht eingetragen. Sind diese bekannt, können sie über ein Tool mit einer Kartenansicht einfach nachgetragen werden. In dieser Kartenansicht sind Kulturdenkmale ohne Koordinaten mit einem roten bzw. orangen Marker dargestellt und können durch Verschieben auf die richtige Position in der Karte mit Koordinaten versehen werden. Kulturdenkmale ohne Bild sind an einem blauen bzw. roten Marker erkennbar.
- Datierung: Baubeginn, Fertigstellung, Datum der Erstnennung oder grobe zeitliche Einordnung entsprechend des Eintrags in der sächsischen Denkmaldatenbank
- Beschreibung: Kurzcharakteristik des Kulturdenkmals entsprechend des Eintrags in der sächsischen Denkmaldatenbank, ggf. ergänzt durch die dort nur selten veröffentlichten Erfassungstexte oder zusätzliche Informationen
- ID: Vom Landesamt für Denkmalpflege Sachsen vergebene, das Kulturdenkmal eindeutig identifizierende Objekt-Nummer. Der Link führt zum PDF-Denkmaldokument des Landesamtes für Denkmalpflege Sachsen. Bei ehemaligen Kulturdenkmalen können die Objektnummern unbekannt sein und deshalb fehlen bzw. die Links von aus der Datenbank entfernten Objektnummern ins Leere führen. Ein ggf. vorhandenes Icon  führt zu den Angaben des Kulturdenkmals bei Wikidata.

## Ausführlicher Denkmaltext
1. ↑  Rote Grube Richtschacht:

Die Rote Grube, als Roter Schacht vermutlich bereits im Jahre 1384 urkundlich erwähnt, gehört zu den ältesten Gruben des Freiberger Bergbaus und baute auf dem wichtigsten Erzgang des Reviers, dem Hauptstollngang Stehenden. Aufgrund ihrer Höhe gibt sich die heute baumbestandene Halde allerdings deutlich als Halde einer Schachtanlage des 19. Jahrhunderts mit maschineller Förderung zu erkennen. Sie umgibt den zwischen 1848 und 1858 abgeteuften Rote Grube Richtschacht, der als sogenanntes Lichtloch für die Auffahrung und spätere Instandhaltung des Rothschönberger Stollns dienen sollte. Um Anlagen zur Grubenentwässerung und Schachtförderung zu betreiben, nutzte man die Höhendifferenz zwischen dem bis dato tiefsten und bedeutendsten Freiberger Wasserlösestolln, dem Alten Tiefen Fürstenstolln (ursprünglich Hauptstolln genannt), und dem im Jahre 1850 mit dem Richtschacht durchschlägigen Hauptstolln Umbruch.

Die der Roten Grube in einer Tiefe von 82 Metern über den Alten Tiefen Fürstenstolln zulaufenden, angestauten Stollnwasser beaufschlagten je ein Kunst- und ein Kehrrad in ihren untertägigen Radstuben. Die verbrauchten Wasser flossen dann über den vom Muldental aus etwas flacher aufgefahrenen und damit rund acht Meter tiefer im Schacht einkommenden Hauptstolln Umbruch ins Muldental ab. Das 1852 erbaute Kunstrad mit einem Durchmesser von rund zehn Metern trieb eine Pumpenkunst zur Grubenentwässerung und ab 1861 eine Fahrkunst von übertrage bis hinab zur Rothschönberger Stollnsohle in 212 Metern Tiefe an, die den Bergleuten die Ein- und Ausfahrt erleichterte. Das ebenso hohe, aber mit zwei gegenläufig angeordneten Schaufelkränzen versehene Kehrrad aus dem Jahr 1856 diente als Antriebsmaschine für die Erz- und Materialförderung. Je nach Beaufschlagung des einen oder anderen Schaufelkranzes konnte die Dreh- und damit die Förderrichtung des Rades umgekehrt werden. Zwei direkt mit der Kehrradwelle gekuppelte Seilkörbe nahmen die Förderseile auf, die über Seilscheiben im Treibehaus und anschließend zu den Fördertonnen im Schacht geführt wurden. Während das Kunstgezeug – Kunstrad und Pumpenkunst – spätestens mit der Einstellung des Bergbaus im Freiberger Revier im Jahre 1913 obsolet und stillgelegt wurde, blieb die Kehrrad-Förderanlage in Betrieb, bis ein Bombentreffer im Jahre 1944 das 1855 errichtete Treibehaus und damit die dortigen Steuerungseinrichtungen zerstörte. Da der Richtschacht weiterhin für die Revisionen des Rothschönberger Stollns von Bedeutung war, erhielt er in der Nachkriegszeit zunächst ein provisorisches Holzfördergerüst mit elektrischer Trommelfördermaschine von 1953 und 1965/66 dann ein massives Schachtgebäude mit Förderturm. Neben diesen baulichen und technischen Einrichtungen des 20. Jahrhunderts haben sich auch die umfangreichen untertägigen Anlagen aus der Mitte des 19. Jahrhunderts zumindest in Resten bis heute erhalten. Nach einer teilweisen Demontage des Kehrrades im Jahre 1986, die eigentlich eine Restaurierung und Zugänglichmachung in der Roten Grube als Bestandteil des Lehr- und Forschungsbergwerks Himmelfahrt Fundgrube als Ziel hatte, zeugen in situ noch die Kehrradwelle mit den über drei Meter hohen, gusseisernen Seilkörben sowie die zugehörigen Wasserstrecken und Holzgerinne zur Beaufschlagung des Kehrrades von der eingesetzten Fördertechnik. Auch vom Kunstgezeug blieben mit der Kunstradwelle einschließlich der eisernen Krummzapfen, mit Teilen des horizontalen Streckengestänges sowie mit zwei gusseisernen Kunstwinkeln einschließlich der zugehörigen Gestängegabeln zur Aufnahme des Pumpengestänges im Schacht wesentliche Funktionseinheiten erhalten. Die gewaltigen Radstuben belegen eindrucksvoll die einstigen Dimensionen der Kunst- und Kehrräder.

Der Denkmalwert des Bergbauensembles der Roten Grube begründet sich vor allem auf dem hohen wissenschaftlich-dokumentarischen Wert der unter Tage erhaltenen technischen Anlagen. Sie stellen einerseits bedeutende Zeugnisse des Freiberger Bergbaus im 19. Jahrhundert dar, repräsentieren andererseits aber ebenso die Funktionsweise der in früheren Jahrhunderten eingesetzten Bergmaschinentechnik. Abgesehen von dem Einsatz gusseiserner Bauteile gleichen die vorliegenden Anlagenteile den von Georgius Agricola bereits Mitte des 16. Jahrhunderts beschriebenen konstruktiven Lösungen. Obwohl Dampfmaschinen ab 1844 im Freiberger Revier zum Einsatz kamen, blieb die Nutzung der Wasserkraft zum Zwecke der Erzförderung und Wasserlösung häufig am ökonomischsten. Die sogar noch bis ins Jahr 1944 betriebene Kehrrad-Förderanlage gilt als am längsten betriebene derartige Anlage in Deutschland.  Die eingesetzte Wasserhebetechnik geht auf die Erfindung des sogenannten Ehrenfriedersdorfer Kunstgezeugs Mitte des 16. Jahrhunderts zurück, die das Problem der Wasserhaltung tiefer Gruben löste und damit Bergbau in immer größeren Tiefen ermöglichte. Auf die Bedeutung und Vorbildhaftigkeit, die Zeitgenossen der vorliegenden Anlage aus der Mitte des 19. Jahrhunderts zuschrieben, verweist der Umstand, dass Eduard Heuchler das zugehörige Kunstrad kurz nach seiner Inbetriebnahme beispielhaft in seiner Publikation „Die Bergknappen in ihren Berufs- und Familienleben“ zeichnerisch darstellt. Bis heute lassen die untertägigen Anlagen trotz ihrer fragmentarischen Überlieferung wesentliche Funktionseinheiten und deren mechanisches Zusammenspiel erkennen, die Größe der erhaltenen Anlagenteile ist beeindruckend und ihre Bauausführung aufschlussreich. Ergänzend hierzu verweisen die Übertageanlagen aus der Mitte des 20. Jahrhunderts nicht nur aufgrund ihrer Schlichtheit auf die finanziellen Schwierigkeiten der Nachkriegszeit, sondern belegen vor allem den direkten Wechsel zu leichter handhabbaren elektrischen Fördermaschinen. Die Weiterentwicklung der Bergbautechnik über mehrere Jahrhunderte hinweg wird hier an einer Schachtanlage sichtbar. Zuletzt kommt der im Stadtbild aufgrund der hohen Halde sehr präsenten Roten Grube auch als Lichtloch des für den Freiberger Bergbau äußerst bedeutenden Rothschönberger Stollns ein großer bergbaugeschichtlicher Wert zu. Allein dieser Bedeutung als Wetter- und Wartungsschacht ist geschuldet, dass der Rote Grube Richtschacht nach dem Zweiten Weltkrieg erneut erschlossen wurde.